# Liste des voies vertes et des véloroutes de France

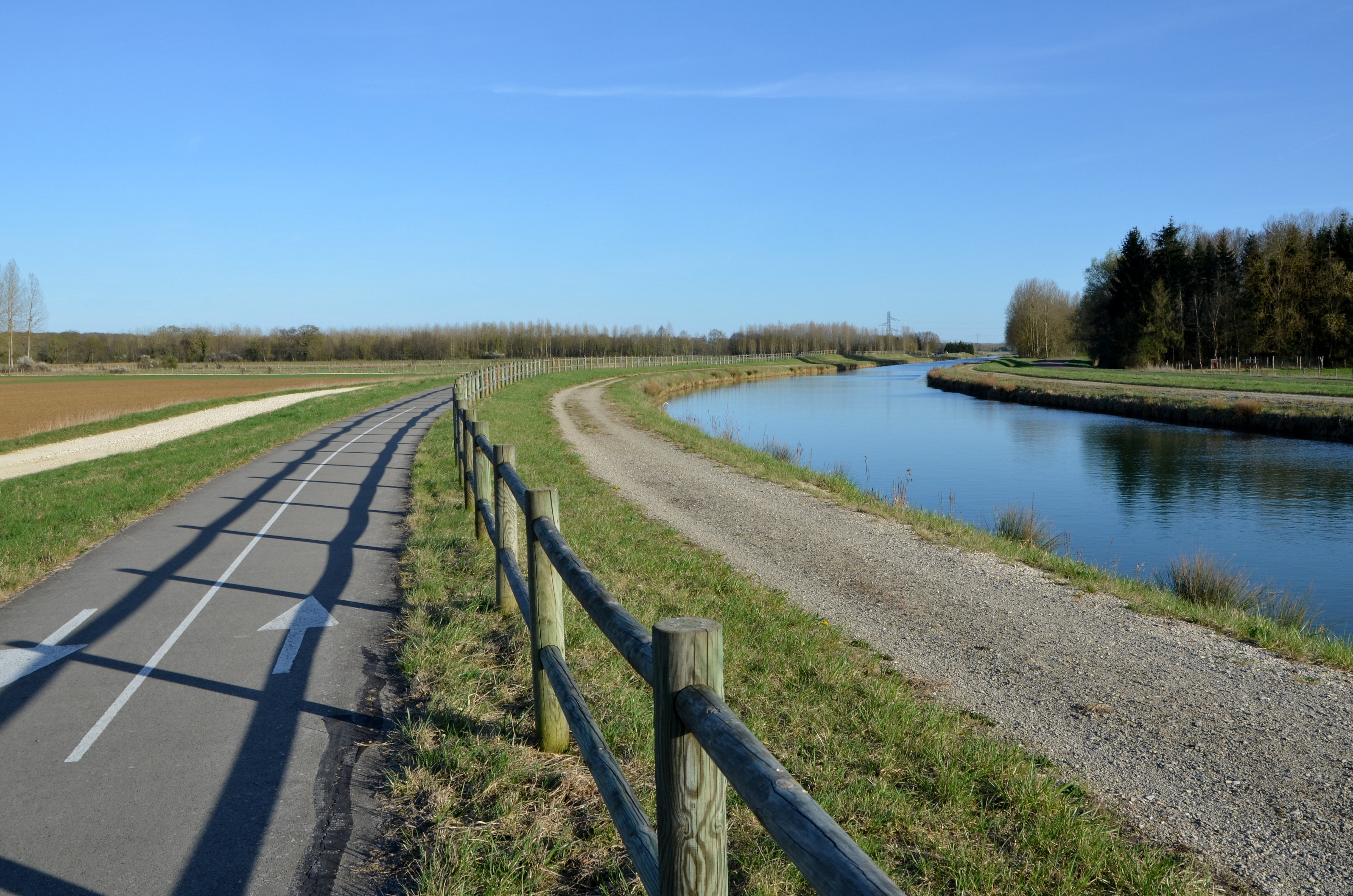
Vélovoie des lacs : voie verte avec revêtement en enrobé (Aube).

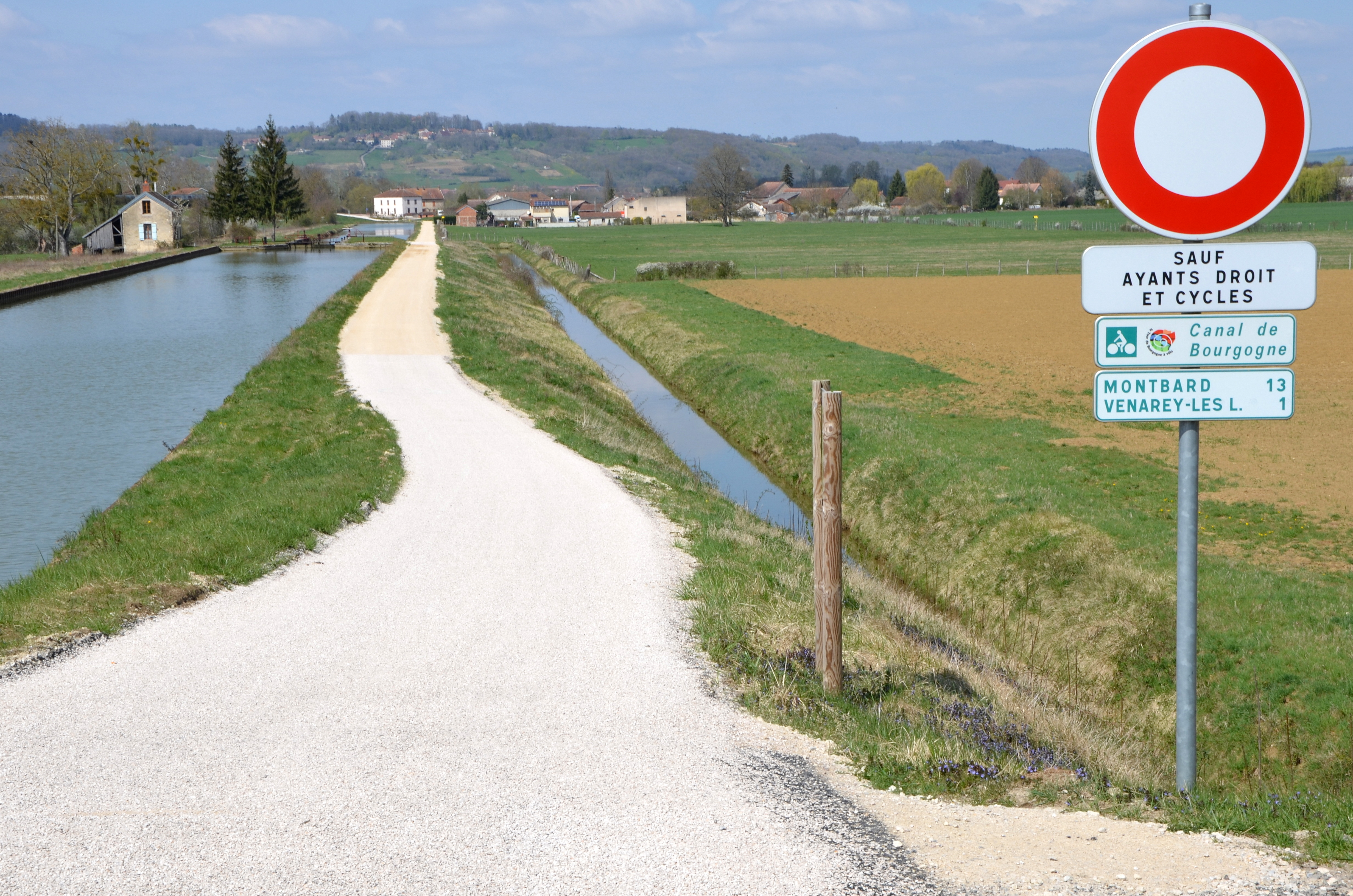
Véloroute du canal de Bourgogne : revêtement en stabilisé et signalisation normalisée (le classement en véloroute est lié à une section du chemin de halage non aménagée).

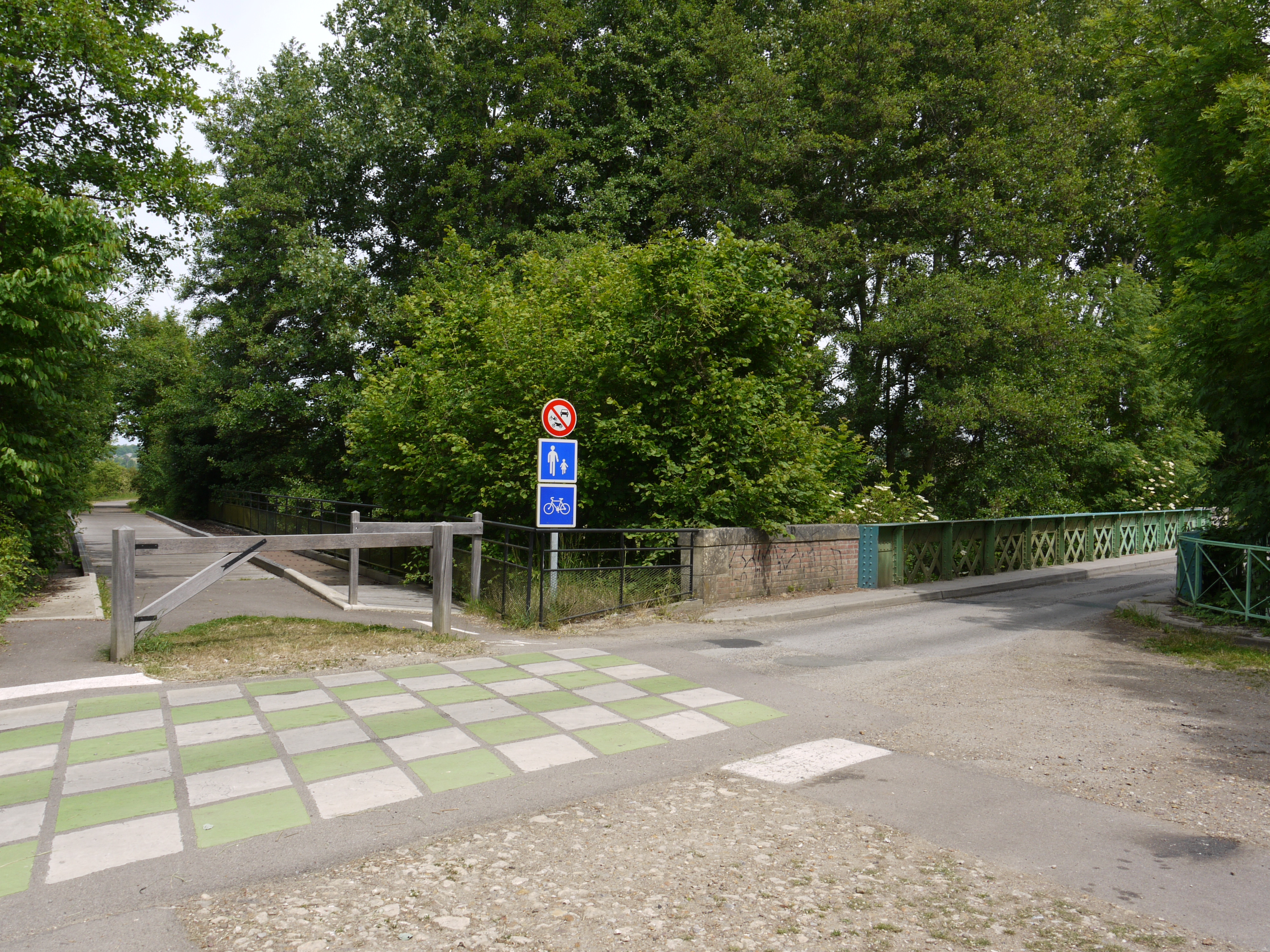
Voie verte de la vallée de l'Epte : Exemple de croisement aménagé d'une piste cyclable avec une route à faible circulation.

Cet article est une liste des voies vertes et des véloroutes situées sur le territoire français, classées par régions. Ce sont les deux catégories d'aménagements cyclables répondant à un cahier des charges défini à l'échelon national.
Une voie verte est un aménagement cyclable entièrement en site propre réservé aux piétons au sens large (rollers, personnes en fauteuil roulant...) aux cyclistes et aux cavaliers et répondant à un cahier des charges précis : voie sécurisée par une séparation physique avec les voies fréquentées par les automobiles, croisements aménagés avec les routes, facilités d'accès pour tous les types d'utilisateurs, tracé respectueux de l'environnement  continu.
Une véloroute est un  itinéraire  moyenne ou longue distance adapté à la pratique du vélo, qui emprunte des voies vertes ou des petites voies routières peu fréquentées  sécurisées pour les vélos. Elle doit également respecter un cahier des charges  précis : faible fréquentation automobile, continuité, linéarité (plus court chemin), présence jalonnement et balisage, déclivité faible. Une véloroute n'est donc pas à 100 % en site propre. Une véloroute enchaine souvent plusieurs voies vertes entrecoupées de passages routiers.

## Le schéma national des véloroutes et voies vertes

Voies vertes et véloroutes de France en 2014.

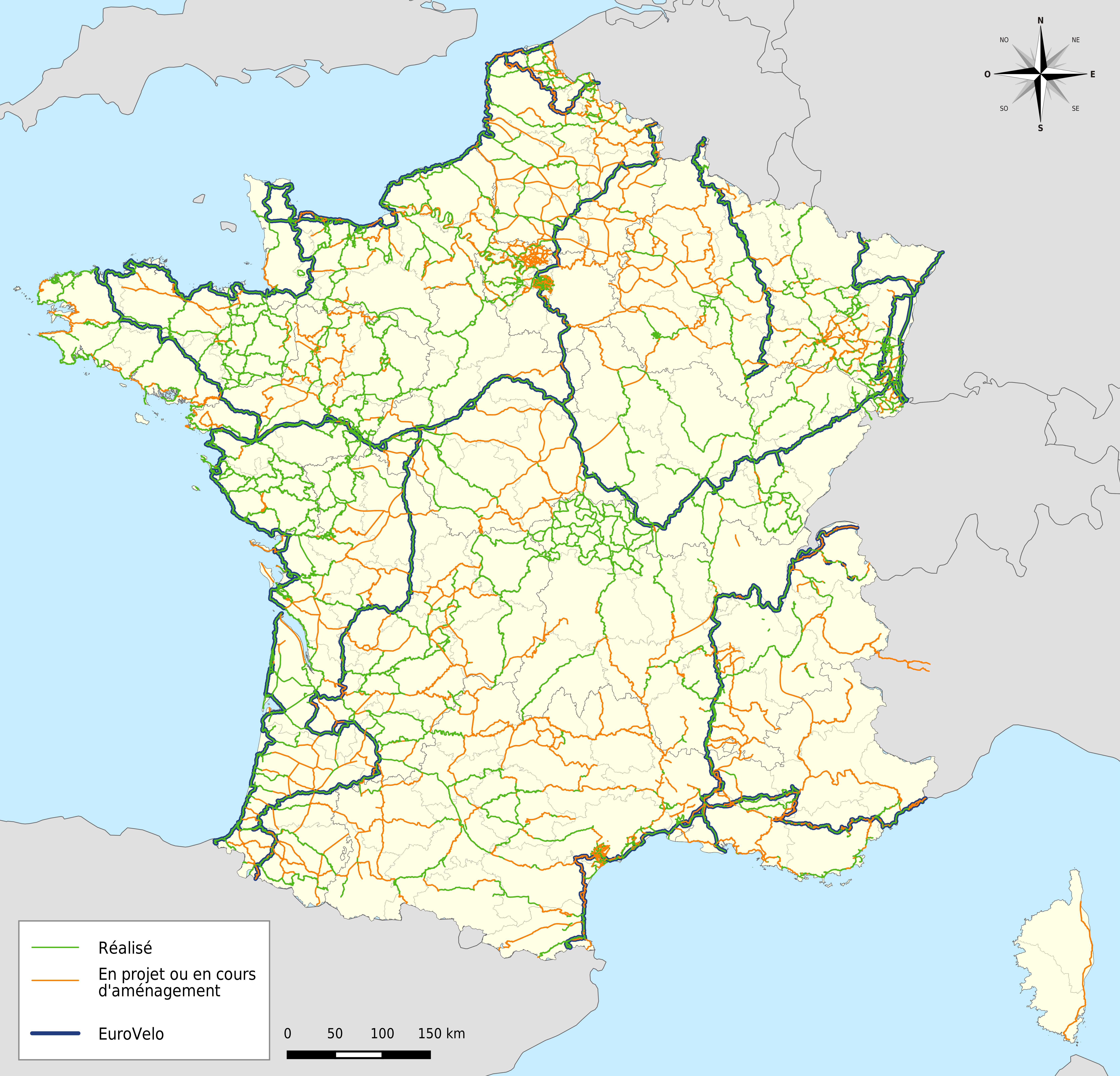
Carte des véloroutes de France en 2019.

Le développement de la pratique cycliste en France et le rôle particulier de la France dans le domaine du tourisme à vélo ont poussé les instances nationales à définir un schéma national des véloroutes et voies vertes en 1998. Il a été ensuite révisé en 2009, puis en 2019.
Sur 26 666 km inscrits en 2010, 8 660 sont réalisés ou en cours de réalisation en juillet 2010 soit 32 % dont 5 364 km en site propre.
En 2019, le nouveau schéma cumule 25 408 km, dont 8 093 km en site propre et 9 421 km réalisés en site partagé. le réseau des véloroutes s'étend sur 17 515 km (soit 69 % des 25 408 km du schéma national réalisé) dont 8 184 km en EuroVelo (92 % réalisé).
Le tableau suivant résume le niveau de réalisation du schéma national additionné des schémas régionaux en 2020, avec comparaison avec les données de 2010.
| Région                     | Itinéraires (km)   | Itinéraires (km) | Itinéraires (km) | Itinéraires (km)   | Itinéraires (km) | Itinéraires (km) | Type de voie (km) | Type de voie (km) | Type de voie (km) |
| Région                     | 2010,              | 2010,            | 2010,            | 2020               | 2020             | 2020             | 2020              | 2020              | 2020              |
| Région                     | inscrits au schéma | réalisés         | %                | inscrits au schéma | réalisés         | %                | site propre       | %                 | voie partagée     |
| -------------------------- | ------------------ | ---------------- | ---------------- | ------------------ | ---------------- | ---------------- | ----------------- | ----------------- | ----------------- |
| Auvergne-Rhône-Alpes       | 2 126              | 484              | 23 %             | 2 708              | 1 766            | 65 %             | 704               | 39,86 %           | 1 062             |
| Bourgogne-Franche-Comté    | 1 593              | 911              | 57 %             | 1 951              | 1 694            | 87 %             | 1 178             | 69,54 %           | 516               |
| Bretagne                   | 2 096              | 703              | 34 %             | 2 711              | 1 999            | 74 %             | 1 043             | 52,18 %           | 956               |
| Centre-Val de Loire        | 2 237              | 550              | 25 %             | 2 355              | 1 337            | 57 %             | 359               | 26,85 %           | 978               |
| Grand Est                  | 2 693              | 990              | 37 %             | 3 485              | 2 176            | 62 %             | 1 224             | 56,25 %           | 952               |
| Hauts-de-France            | 3 004              | 422              | 14 %             | 3 170              | 1 372            | 43 %             | 770               | 56,12 %           | 602               |
| Île-de-France              | 603                | 101              | 17 %             | 802                | 559              | 70 %             | 297               | 53,13 %           | 262               |
| Normandie                  | 2 038              | 781              | 38 %             | 2 836              | 2 069            | 73 %             | 806               | 38,96 %           | 1 263             |
| Nouvelle-Aquitaine         | 3 771              | 1 417            | 38 %             | 6 989              | 4 257            | 61 %             | 1 464             | 34,39 %           | 2 793             |
| Occitanie                  | 2 781              | 771              | 28 %             | 4 268              | 1 668            | 40 %             | 921               | 55,22 %           | 767               |
| Pays de la Loire           | 2 499              | 1 392            | 55 %             | 3 401              | 2 808            | 83 %             | 1 079             | 38,43 %           | 1 729             |
| Provence-Alpes-Côte d'Azur | 1 015              | 139              | 14 %             | 2 131              | 759              | 36 %             | 275               | 36,23 %           | 484               |
| La Réunion                 | 210                | 20               | 10 %             | 235                | 203              | 86 %             | 80                | 39,41 %           | 123               |

## Liste des EuroVélo
Certains itinéraires longue distance français s'inscrivent dans le schéma directeur de véloroutes européennes baptisé EuroVelo. Ce dernier est porté par la Fédération européenne des cyclistes (ECF) qui coordonne les différents projets nationaux. L'objectif d'EuroVelo est de promouvoir et de coordonner les réalisations de véloroutes reliant les différents pays d'Europe entre eux. Les itinéraires cyclables européens traversant la France sont listés dans le tableau suivant.
| EuroVelo    | Europe                         | Europe        | Europe                                                            | France                       | France        | France                                      | France                     | France      |
| EuroVelo    | Nom                            | Longueur (km) | Origine-destination                                               | Nom                          | Longueur (km) | Origine-destination                         | Continuité de l'itinéraire | Site propre |
| ----------- | ------------------------------ | ------------- | ----------------------------------------------------------------- | ---------------------------- | ------------- | ------------------------------------------- | -------------------------- | ----------- |
| EuroVelo 1  | Atlantic Coast Route           | 11150         | Cap Nord (Norvège) - Caminha (Portugal)                           | La Vélodyssée                | 1294          | Roscoff - Hendaye                           | 100 %                      | 71,6 %      |
| EuroVelo 3  | Véloroute des Pèlerins         | 5122          | Trondheim (Norvège) - Saint-Jacques-de-Compostelle (Espagne)      | La Scandibérique             | 1756          | Jeumont - Saint-Jean-Pied-de-Port           | 95 %                       | 39 %        |
| EuroVelo 4  | Véloroute de l'Europe Centrale | 5100          | Roscoff (France) -Kiev (Ukraine)                                  | La Vélomaritime              | 1518          | Roscoff - Bray-Dunes                        | 93 %                       | 31 %        |
| EuroVelo 5  | Via Romea Francigena           | 3200          | Canterbury (Angleterre) - Rome (Italie)                           | Via Romea Francigena         | 669           | Calais - Wattrelos Sarreguemines - Huningue | 77 %                       | 42 %        |
| EuroVelo 6  | Atlantique - Mer Noire         | 4450          | Saint-Brevin-les-Pins (France) - Constanta (Roumanie)             | La Loire à Vélo (en partie)  | 1329          | Saint-Brevin-les-Pins - Huningue            | 100 %                      | 47 %        |
| EuroVelo 8  | Véloroute de la Méditerranée   | 7500          | Cadix (Espagne) - Athènes (Grèce) Dikili - Izmir (Turquie) Chypre | Véloroute de la Méditerranée | 825           | Menton - Le Perthus                         | 99 %                       | 42 %        |
| EuroVelo 15 | Véloroute Rhin                 | 1500          | Andermatt (Suisse) - Hoek van Holland (Pays-Bas)                  | Véloroute Rhin               | 200           | Huningue - Lauterbourg                      | 100 %                      | 59 %        |
| EuroVelo 17 | Véloroute du Rhône             | 1250          | Andermatt (Suisse) - Port-Saint-Louis-du-Rhône (France)           | ViaRhôna                     | 821           | Saint-Gingolph - Port-Saint-Louis-du-Rhône  | 100 %                      | 56 %        |
| EuroVelo 19 | Meuse à Vélo                   | 1050          | Langres (France) - Rotterdam (Pays-Bas)                           | Meuse à Vélo                 | 444           | Langres - Givet                             | 100 %                      | 32 %        |

## Itinéraires nationaux
Hors Eurovélo, le schéma national comporte 49 véloroutes. Certaines sont totalement réalisées, d'autres pour partie et enfin quelques-unes en projet,.
| Véloroute | Autre nom                                  | Logo                                          | Longueur (km) | Origine - Destination                          | Continuité de l'itinéraire |
| --------- | ------------------------------------------ | --------------------------------------------- | ------------- | ---------------------------------------------- | -------------------------- |
| V1        | Tour de La Réunion                         |                                               | 443           | Saint-Denis - Saint-Denis                      | 53 %                       |
| V16       | Avenue verte London-Paris                  | Logo Avenue verte London-Paris                | 394           | Paris - Dieppe                                 | 100 %                      |
| V30       | Véloroute de la Somme à la Marne           |                                               | 354           | Saint-Valery-sur-Somme - Condé-sur-Marne       | 69 %                       |
| V31       | Véloroute Lens - Maubeuge                  |                                               | 140           | Lens - Maubeuge                                | 47 %                       |
| V32       | Véloroute du Nord                          |                                               | 469           | Halluin - Paris                                | 76 %                       |
| V33       | La Seine à vélo                            | Logo Seine à vélo                             | 940           | Le Havre / Deauville - Saint-Julien-les-Villas | 74 %                       |
| V34       | Véloroute du canal des Ardennes            |                                               | 107           | Berry-au-Bac - Dom-le-Mesnil                   | 51 %                       |
| V40       | La Véloscénie                              | Logo Véloscenie                               | 507           | Le Mont-Saint-Michel - Paris                   | 100 %                      |
| V41       | Saint-Jacques à vélo via Chartres et Tours | Coquille chemins Saint-Jacques de Compostelle | 938           | Léry - Mont-de-Marsan                          | 61 %                       |
| V42       | Véloroute de la Rance et de la Vilaine     |                                               | 234           | Tréméreuc - Camoël                             | 98 %                       |
| V43       | La Vélo Francette                          | Logo Vélo Francette                           | 693           | Ouistreham - La Rochelle                       | 100 %                      |
| V44       | La Vélobuissonnière                        | Logo Velobuissonniere                         | 246           | Alençon - Saumur                               | 100 %                      |
| V45       | La Littorale                               |                                               | 1041          | Roscoff - Nantes                               | 83 %                       |
| V46       | Cœur de France à Vélo                      | Logo Cœur de France à vélo                    | 320           | Tours - Marseilles-lès-Aubigny / Audes         | 44 %                       |
| V47       | La Vallée du Loir à vélo                   | Logo Vallée du Loir à vélo                    | 318           | Saint-Éman - Angers                            | 100 %                      |
| V48       | Véloroute Loing - Loire - Berry            |                                               | 153           | Châlette-sur-Loing - Bourges                   | 45 %                       |
| V49       | La Cyclo Bohème                            | Logo Cyclo Bohème                             | 307           | Bréhémont / Francueil - Chambon-sur-Voueize    | 100 %                      |
| V50       | La Voie Bleue - Moselle-Saône à vélo       | Logo la Voie Bleue                            | 678           | Apach - Lyon                                   | 97 %                       |
| V51       | Tour de Bourgogne                          | Logo Tour de Bourgogne à vélo                 | 835           | Dijon - Mâcon                                  | 99 %                       |
| V52       | Véloroute Paris - Strasbourg               |                                               | 583           | Paris - Strasbourg                             | 55 %                       |
| V53       | Véloroute de la Marne à la Saône           |                                               | 292           | Vitry-le-François - Dijon                      | 94 %                       |
| V55       |                                            |                                               | 91            | Montereau-Fault-Yonne - Migennes               | 58 %                       |
| V56       | Saint-Jacques à vélo via Vézelay           | Coquille chemins Saint-Jacques de Compostelle | 1465          | Metz - Estérençuby                             | 65 %                       |
| V61       | Du Léman au Mont-Blanc                     |                                               | 161           | Ambilly - Vallorcine                           | 68 %                       |
| V62       | La Belle Via                               | Logo la Belle Via                             | 157           | Desingy - La Buissière                         | 73 %                       |
| V63       | La Belle Via                               | Logo la Belle Via                             | 216           | Vions - Châteauneuf-sur-Isère                  | 100 %                      |
| V64       | Véloroute de la traversée des Alpes        |                                               | 350           | Voreppe - Marseille                            | 9 %                        |
| V65       |                                            |                                               | 490           | Saint-Laurent-d’Aigouze - Nice                 | 47 %                       |
| V66       |                                            |                                               | 64            | Sommières - Beaucaire (Gard)                   | 52 %                       |
| V67       | Véloroute de la Maurienne                  |                                               | 148           | Aiton - Val-Cenis                              | 51 %                       |
| V70       | Via Allier                                 | Logo Via Allier                               | 631           | Cuffy - Palavas-les-Flots                      | 73 %                       |
| V71       | La Véloire                                 | Logo Véloire                                  | 255           | Paray-le-Monial - Lavoûte-sur-Loire            | 58 %                       |
| V72       |                                            |                                               | 63            | Lyon - Unieux                                  | 29 %                       |
| V73       | Via Fluvia                                 | Logo Via Fluvia                               | 171           | Sablons (Isère) - Landos                       | 79 %                       |
| V74       | La Grande Traversée du Volcan à vélo       |                                               | 182           | Brassac-les-Mines - Livinhac-le-Haut           | 89 %                       |
| V75       | Véloroute du Bourbonnais                   |                                               | 140           | Montluçon - Diou (Allier)                      | 100 %                      |
| V80       | Le canal des 2 mers à vélo                 | Logo Canal des 2 mers à vélo                  | 778           | Royan - Sète / Port-la-Nouvelle                | 79 %                       |
| V81       | Véloroute du Piémont Pyrénéen              |                                               | 595           | Bayonne - Le Barcarès                          | 81 %                       |
| V82       | Véloroute de la Baïse                      |                                               | 158           | Vianne - La Barthe-de-Neste                    | 100 %                      |
| V83       |                                            |                                               | 188           | Toulouse - Fos (Haute-Garonne)                 | 80 %                       |
| V84       | La Véloccitanie - PassaPaïs                | Logo Véloccitanie                             | 210           | Montferrand (Aude) - Béziers                   | 79 %                       |
| V85       |                                            |                                               | 329           | Montauban - Quissac (Gard)                     | 59 %                       |
| V86       | La Vallée du Lot à vélo                    | Logo Vallée du Lot à vélo                     | 522           | Damazan - La Bastide-Puylaurent                | 76 %                       |
| V87       | La Vagabonde                               | Logo la Vagabonde                             | 490           | Montluçon - Montech                            | 68 %                       |
| V91       |                                            |                                               | 275           | Cubzac-les-Ponts - Lacave (Lot)                | 24 %                       |
| V92       | La Flow Vélo                               | Logo Flow Vélo                                | 392           | Île-d'Aix - Sarlat-la-Canéda                   | 91 %                       |
| V93       | La Vélidéale                               | Logo Vélidéale                                | 720           | Royère-de-Vassivière - Saint-Nazaire           | 75 %                       |
| V94       |                                            |                                               | 498           | Bourges - La Rochelle                          | 66 %                       |
| V95       |                                            |                                               | 225           | Les Sables-d'Olonne - Bressuire                | 99 %                       |

Des itinéraires cyclables à longue distance sont en cours d'aménagement ; ce sont généralement des véloroutes c'est-à-dire qu'ils comprennent des portions de trajet partagées avec les automobilistes. Les principaux itinéraires cyclables nationaux sont :
- La ViaRhôna (704 km) doit relier Valleiry au bord du lac Léman à Port-Saint-Louis-du-Rhône et Sète au bord de la Mer Méditerranée en suivant la vallée du Rhône. Début 2012, 187 km de voies vertes et 78 kilomètres de véloroutes étaient réalisées [9]. L'itinéraire utilise en partie des voies en site propre (voie verte) et en partie des voies partagées avec les automobiles mais bénéficiant d'un trafic faible. En 2022, il restait à réaliser un tronçon de 18 km de l'itinéraire sur les 815 km prévus, entre Lyon et Vienne[10].
- La Loire à vélo (600 km) est un itinéraire qui suit la Loire depuis son embouchure jusqu'à sa source. Il est aujourd'hui partiellement aménagé avec 27 % du parcours sur voie verte. La Loire à vélo est le premier tronçon de la véloroute européenne EuroVelo 6.
- Le tour de Bourgogne (800 km) est un ensemble d'itinéraires cyclables situé dans cette région formant deux boucles qui emprunte notamment la véloroute du canal de Bourgogne, les véloroutes du canal du Nivernais et du canal du Centre ainsi qu'une partie des aménagements cyclables le long de la Loire et de la Saône[11].
- La véloroute de la Vallée du Lot (500 km) est un projet d'aménagement cyclable qui suit le Lot depuis son confluent avec la Garonne jusqu'à sa source en Lozère.
- Le canal de Nantes à Brest (364 km)
- La véloroute des deux mers (596 km) par Bordeaux et Toulouse dont plus de 60 % est déjà réalisé relie l'étang de Thau à la Pointe de Grave.
- La Paneuropa-Radweg Paris-Prague par Bar-le-Duc et Strasbourg. 2 variantes de Paris à Bar-le-Duc par Troyes, les Grands Lacs de Champagne et par la vallée de la Marne via Château-Thierry. Le parcours par Troyes est bien avancé dans le département de l'Aube (voie verte du canal de la Haute-Seine et vélovoie des lacs) et le département de la Haute-Marne (itinéraire cyclable du Lac du Der). Celui par la vallée de la Marne comprend une voie verte de 92 km de Dormans à Vitry-le-François. De Bar-le-Duc à Strasbourg, la Paneuropa-Radweg longera le canal de la Marne au Rhin comprenant une voie verte existante de Lutzelbourg à Strasbourg dans le département du Bas-Rhin [12]. Une liaison complémentaire avec le réseau de la Suisse à vélo reliant Troyes à Bâle par Chaumont, Vesoul, Belfort et l'Eurovélo 6 dans le département du Haut-Rhin est proposée [13] [lien mort].

## Coûts  et retombées économiques
Les aménagements cyclables de type véloroute et voie verte font partie des aménagements touristiques qui peuvent être sources de revenus importants. Une étude menée en 2010 par la région Bourgogne, dont le réseau de véloroutes et voies vertes a fait l'objet d'investissements relativement importants, montre que les retombées économiques d'une seule année couvrent et au-delà l'investissement réalisé : La voie verte Saône et Loire dégage annuellement des retombées de 121 k€/kilomètre et par an soit un montant supérieur au coût de réalisation de cet aménagement plutôt haut de gamme, la Voie des vignes de Beaune à Santenay dégage 50 k€ de revenus par an et par km pour 20 k€ d'investissement initial et la véloroute du canal de Bourgogne dégage 25 k€/km/an pour 16 k€ d'investissement.

## Liste des voies vertes et véloroutes
Une carte recensant toutes les voies vertes et véloroutes de France est éditée pour la première fois en 2015 par l’IGN en partenariat avec l'association AF3V. Une carte interactive est disponible sur le site de cette même association.
Caractéristiques des voies vertes et des véloroutes décrites :
- L'origine de la voie verte : la plupart du temps soit une voie ferrée soit un chemin de halage de rivière ou de canal. Cette origine donne des indications sur la déclivité de la piste cyclable.
- Le type de revêtement d'une voie verte est variable et conditionne son utilisation pour certains usages :
  - enrobé lisse, béton : toutes pratiques
  - enrobé, enduit gravillonné : le revêtement peut être trop rugueux pour la pratique du roller
  - stabilisé (gravier, sable, ...) :  impraticable pour le roller, difficilement praticable pour les vélos à pneu fin. Par ailleurs ce type de revêtement peut devenir impraticable durant les périodes pluvieuses s'il est ancien (il se dégrade assez vite) ou de qualité médiocre.
- % en site propre : par définition une voie verte est entièrement en site propre alors que la véloroute comprend un pourcentage non nul en voie partagée avec les voitures
- % voie verte : Pour les véloroutes, proportion de voie en site propre répondant au cahier des charges des voies vertes
- non-conformité au cahier des charges voie verte et véloroute : signale les non-conformités aux cahiers des charges d'une voie verte (notamment site propre, signalisation, revêtement)  ou d'une véloroute (notamment signalisation, trafic routier)

### Auvergne-Rhône-Alpes
| Désignation                                                     | Département          | Longueur                                                         | Origine                         | Principales agglomérations desservies                        | Type       | Type de revêtement (pour la partie en site propre) | % site propre  | % voie verte   | non-conformité au cahier des charges voie verte et véloroute | Réalisations planifiées | Remarques |
| --------------------------------------------------------------- | -------------------- | ---------------------------------------------------------------- | ------------------------------- | ------------------------------------------------------------ | ---------- | -------------------------------------------------- | -------------- | -------------- | ------------------------------------------------------------ | --- | --- |
| Voie piétonne Montluçon - Néris les Bains                       | Allier               | 6 km                                                             | voie ferrée                     | Montluçon à Néris-les-Bains                                  | Voie verte | stabilisé                                          | 100 %          | 100 %          |                                                              | | |
| Voie verte du Canal de Berry branche sud                        | Allier               | 20 km                                                            | canal                           | Montluçon à Vallon-en-Sully                                  | Voie verte | enrobé lisse                                       | 100 %          | 100 %          |                                                              | Partie du projet de la "Voie verte du Canal de Berry" | |
| Piste verte en Sumène-Artense                                   | Cantal               | 12 km                                                            | voie ferrée                     | Bassignac à Vebret                                           | Voie verte | enrobé lisse                                       | 100 %          | 100 %          |                                                              | | |
| Voie Verte du Velay                                             | Haute-Loire          | 15 km                                                            | voie ferrée                     | Brives-Charensac à Solignac-sur-Loire                        | Voie verte | stabilisé                                          | 100 %          | 100 %          |                                                              | | Montée régulière à 2 % jusqu'à une altitude de 850 mètres |
| Via Fluvia (V73)                                                | Haute-Loire          | 9 km 10 km 2 km                                                  | voie ferrée                     | Dunières à Riotord / Raucoules à Grazac / Yssingeaux (ville) | Voie verte | enrobé lisse                                       | 100 % 70% 100% | 100 % 70% 100% |                                                              | doit être prolongée côté est (au-delà du tunnel de Tracol) et côté ouest (vers Yssingeaux)                                                                                            | Voie verte faisant partie de la V73. Coopération territoriale importante engagée regroupant 5 Communautés de Communes avec pour objet de finaliser son aménagement entre les fleuves Loire (Lavoute-sur-Loire) et Rhône (Sarras) et de faire sa promotion (logo...). Chicanes accessibles facilement Sanitaires automatiques gratuits le long du tracé (Riotord et Dunières) |
| Véloroute de la Châtaigneraie                                   | Cantal               | 33 km                                                            | -                               | Saint-Étienne-de-Maurs à Roannes-Saint-Mary                  | Véloroute  | stabilisé                                          | 0 %            | -              |                                                              | | en route partagée, pente moyenne de 2 % sur 25 km |
| Voie Verte Diou - Digoin                                        | Allier               | 20 km                                                            | halage canal latéral à la Loire | Diou à Molinet                                               | Voie verte | stabilisé                                          | 100 %          | 100 %          |                                                              | | Fait partie de l'EuroVelo 6. Se prolonge à ses deux extrémités par deux voies vertes situées en Saône-et-Loire : Voie Verte de Digoin à Paray-le-Monial (18 km), et Voie Verte de Gilly-sur-Loire (à 1 km de Diou, de l’autre côté de la Loire) à Bourbon-Lancy ( 12 km) également sur l'EuroVelo 6.                                                                         |
| Via Fluvia                                                      | Haute-Loire          | 120 km (32 km construit, 30 km en construction et 58 km projeté) | voie ferrée                     | Yssingeaux et Dunières (Auvergne), Annonay et Serrières      | Voie Verte | enrobé lisse                                       | 100%           | 100%           | Tronçon le Tracol > Bourg-Argental en construction           | La Via Fluvia est en cours de construction : 32 km sont faits dans la Haute-Loire. Cette voie doit relier la Loire au nord du Puy au Rhône entre Serrières et Sarras (Saint-Vallier). | |
| Voie de la Dombes                                               | Rhône                | 5 km                                                             | voie ferrée                     | Caluire-et-Cuire à Sathonay-Camp                             | Voie verte | stabilisé                                          | 100 %          | 100 %          |                                                              | | |
| Voie Verte de la digue de l'Isère de Grenoble à Saint-Marcellin | Isère                | 52 km                                                            | chemin de halage                | Grenoble à Saint-Marcelin                                    | Voie verte | enrobé lisse                                       | 100 %          | 100 %          |                                                              | | |
| Voie Verte de la digue de l'Isère en amont de Grenoble          | Isère                | 14 km                                                            | chemin de halage                | Grenoble à Saint-Ismier                                      | Voie verte | enrobé lisse                                       | 100 %          | 100 %          |                                                              | | Interrompue sur 2,4 km |
| ViaRhôna de Champagneux à La Balme                              | Savoie               | 16 km                                                            | -                               | Champagneux à La Balme                                       | Voie verte | enrobé lisse                                       | 100 %          | 100 %          |                                                              | | Fait partie de la future véloroute Via Rhona |
| ViaRhôna de La Bruyère au Port de Groslée                       | Ain                  | 12 km                                                            | chemin de halage                | Brégnier-Cordon à Le Port de Groslée                         | Voie verte | enrobé lisse                                       | 100 %          | 100 %          |                                                              | | Coupure de 2 km au milieu du tronçon. Fait partie de la future véloroute Via Rhona |
| ViaRhôna de Saint-Pierre-de-Bœuf à Vérin                        | Loire                | 10 km                                                            | chemin de halage                | Vérin à Saint-Pierre-de-Bœuf                                 | Voie verte | enrobé lisse                                       | 100 %          | 100 %          |                                                              | | Fait partie de la future véloroute Via Rhona. Tronçon n°1 dans la Drôme |
| ViaRhôna de Saint-Pierre-de-Bœuf à Saint-Rambert-d'Albon        | Loire, Drôme         | 13 km                                                            | -                               | Saint-Pierre-de-Bœuf à Saint-Rambert-d'Albon                 | Véloroute  | enrobé lisse                                       | 70 %           | <70 %          |                                                              | | Fait partie de la future véloroute Via Rhona |
| ViaRhôna de Chanaz à Virignin                                   | Savoie, Ain          | 17 km                                                            | chemin de halage                | Chanaz à Virignin                                            | Véloroute  | -                                                  | 0 %            | -              |                                                              | | Fait partie de la future véloroute Via Rhona |
| ViaRhôna Ancône à Châteauneuf-du-Rhône                          | Drôme                | 13 km                                                            | chemin de halage                | Ancône à Châteauneuf-du-Rhône                                | Voie verte | enrobé lisse                                       | 100 %          | 100 %          |                                                              | | Fait partie de la future véloroute Via Rhona. Tronçon n°3 dans la Drôme |
| ViaRhôna de Tain à Valence                                      | Drôme                | 22 km                                                            | chemin de halage                | Tain à Valence                                               | Voie verte | nenrobé lisse                                      | 100 %          | 100 %          |                                                              | | Fait partie de la future véloroute Via Rhona. Trcon 2 dans la Drôme |
| ViaRhôna de La Voulte à Le Pouzin                               | Ardèche              | 6 km                                                             | chemin de halage                | La Voulte à Le Pouzin                                        | Véloroute  | enrobé lisse                                       | 66 %           | <66 %          |                                                              | | Fait partie de la future véloroute Via Rhona. Tronçon 4 dans la Drome |
| ViaRhôna de Villebois à Lagnieu                                 | Ain                  | 8 km                                                             | chemin de halage                | Villebois à Lagnieu                                          | Voie verte | enrobé lisse                                       | 66 %           | <66 %          |                                                              | | Fait partie de la future véloroute Via Rhona. Tronçon 2 dans l'Ain |
| Voie verte du lac d'Annecy                                      | Haute-Savoie, Savoie | 36 km                                                            | voie ferrée                     | Annecy à Ugine                                               | Voie verte | Enrobé lisse                                       | 100 %          | 100 %          |                                                              | | |
| Voie Verte du Beaujolais                                        | Rhône                | 11 km                                                            | voie ferrée                     | Saint-Jean-d'Ardières à Beaujeu                              | Voie verte | Enrobé lisse                                       | 100 %          | 100 %          |                                                              | | |
| Avenue Verte de Tarentaise                                      | Savoie               | 12 km                                                            | sentier                         | Aime à Bourg-Saint-Maurice                                   | Voie verte | Enrobé lisse                                       | 100 %          | 100 %          |                                                              | | |
| Avenue Verte Nord de Chambéry                                   | Savoie               | 17 km                                                            | sentier                         | Chambéry à Aix-les-Bains                                     | Voie verte | Enrobé lisse                                       | 100 %          | 100 %          |                                                              | | reliée à son extrémité nord à la voie verte de 11 km le long du lac du Bourget, et au sud après traversée de Chambéry sur piste cyclable (3,5 km)à l'Avenue Verte Sud de 7 km. |
| Avenue Verte Sud de Chambéry                                    | Savoie               | 7 km                                                             | sentier                         | Chambéry à Saint-Jeoire-Prieuré                              | Voie verte | Enrobé lisse                                       | 100 %          | 100 %          |                                                              | | se prolonge au nord par la traversée de Chambéry piste cyclable (3,5 km) puis la voie verte nord de Chambéry (17 km) |
| Voie Verte de la digue du Drac                                  | Isère                | 16 km                                                            | halage                          | Seyssins à Veurey-Voroize                                    | Voie verte | Enrobé lisse                                       | 100 %          | 100 %          |                                                              | | À son extrémité nord, elle rejoint en son milieu la Voie Verte de la digue de l'Isère, longue de 25 km. |
| Voie Verte du Parc de Parilly                                   | Rhône                | 6 km                                                             | sentier                         | Bron                                                         | Voie verte | Enrobé lisse                                       | 100 %          | 100 %          |                                                              | | Tour du parc de Parilly |
| Voie Verte des Berges du Rhône à Lyon                           | Rhône                | 19 km                                                            | berges                          | Lyon à Vaulx-en-Velin                                        | Voie verte | Enrobé lisse avec passages en stabilisé            | 100 %          | 100 %          |                                                              | | |
| Dolce Via                                                       | Ardèche              | 90 km                                                            | voie ferrée                     | La Voulte-sur-Rhône à Saint-Agrève ou Lamastre               | Véloroute  | stabilisé                                          | 80 %           | -              |                                                              | | |
| Voie Verte Le Tacot                                             | Rhône                | 6 km                                                             | -                               | Saint-Martin-en-Haut à Larajasse                             | Voie verte | Enrobé lisse                                       | 100 %          | 100 %          |                                                              | | En fait une petite route sans trafic de transit |
| Piste cyclable du tramway T3                                    | Rhône                | 14 km                                                            | -                               | Lyon à Meyzieu                                               | Voie verte | Enrobé lisse                                       | 100 %          | 100 %          |                                                              | | Longe la ligne de tramway |
| Véloroute du Léman au Mont-Blanc de Bonneville à Cluses         | Haute-Savoie         | 15 km                                                            | -                               | Bonneville à Cluses                                          | Véloroute  | Enrobé lisse                                       | 80 %           | 80 %           |                                                              | | |
| Voie douce de La Payre                                          | Ardèche              | 20 km                                                            | voie ferrée                     | Le Pouzin à Privas, par Chomérac                             | Voie verte | Enrobé lisse                                       | 100 %          | 100 %          |                                                              | | Jonction avec la ViaRhôna au Pouzin |

### Bourgogne-Franche-Comté
| Désignation                                                          | Département                        | Longueur | Origine                                    | Principales agglomérations desservies       | Type       | Type de revêtement (pour la partie en site propre) | % site propre | % voie verte | non-conformité au cahier des charges voie verte et véloroute | Réalisations planifiées                  | Remarques |
| -------------------------------------------------------------------- | ---------------------------------- | -------- | ------------------------------------------ | ------------------------------------------- | ---------- | -------------------------------------------------- | ------------- | ------------ | ------------------------------------------------------------ | ---------------------------------------- | --- |
| Véloroute du canal de Bourgogne                                      | Yonne, Côte-d'Or                   | 227 km   | Chemin de halage Canal de Bourgogne        | Migennes à Dijon                            | Véloroute  | stabilisé, enrobé (10 %)                           | 100 %         | 80 %         |                                                              | Section non aménagée : Tonnerre-Migennes | |
| Véloroute du canal du Nivernais                                      | Yonne, Nièvre                      | 180 km   | Chemin de halage (80 %) Canal du Nivernais | Auxerre à Decize                            | Véloroute  | enrobé                                             | 80 %          | 80 %         |                                                              |                                          | |
| Voie Verte de Bourgogne du sud Chalon-Givry-Cluny                    | Saône-et-Loire                     | 65 km    | Voie ferrée                                | Chalon-sur-Saône à Charnay-lès-Mâcon        | Voie verte | enrobé                                             | 100 %         | 100 %        |                                                              |                                          | |
| Voie bleue                                                           | Saône-et-Loire                     | 17 km    |                                            | Mâcon à Fleurville                          | Voie verte | enrobé                                             | 100 %         | 100 %        |                                                              |                                          | |
| Véloroute du canal du Centre                                         | Saône-et-Loire                     | 171 km   | halage                                     | Chalon-sur-Saône à Digoin                   | Véloroute  |                                                    |               |              |                                                              |                                          | |
| Voie Bleue de Crissey à Verdun-sur-le-Doubs                          | Saône-et-Loire                     | 20 km    | canal                                      | Crissey à Verdun-sur-le-Doubs               | Voie verte | enduit gravillonné                                 | 100 %         | 100 %        | jalonnement sommaire                                         |                                          | Fait partie de la véloroute européenne EuroVelo 6 |
| Voie Verte du canal de Bourgogne en Côte-d'Or                        | Côte-d'Or                          | 25 km    | canal                                      | Ouges à Pont-de-Pany                        | Voie verte | enrobé lisse                                       | 100 %         | 100 %        |                                                              |                                          | Fait partie de la véloroute du canal de Bourgogne |
| Voie Verte de Bourgogne du sud en Val Lamartinien                    | Saône-et-Loire                     | 15 km    | voie ferrée                                | Charnay-lès-Mâcon à Berzé-le-Châtel         | Voie verte | enrobé lisse                                       | 100 %         | 100 %        |                                                              |                                          | |
| Voie Verte du canal du Nivernais de Vaux à Lucy-sur-Yonne            | Yonne                              | 42 km    | halage                                     | Vaux à Lucy-sur-Yonne                       | Voie verte | enrobé lisse                                       | 100 %         | 100 %        |                                                              |                                          | |
| Voie Verte du canal du Centre de Digoin à Paray-le-Monial            | Saône-et-Loire                     | 18 km    | canal                                      | Digoin à Volesvres                          | Voie verte | enrobé lisse                                       | 100 %         | 100 %        |                                                              |                                          | |
| Voie Verte de Nevers au pont de Guetin                               | Nièvre                             | 13 km    | canal latéral à la Loire                   | Nevers à Cuffy                              | Voie verte | enduit gravillonné                                 | 100 %         | 100 %        |                                                              |                                          | |
| Voie verte du canal du Centre Chalon-sur-Saône à St Léger-sur-Dheune | Saône-et-Loire                     | 31 km    | canal                                      | Chalon-sur-Saône à Saint-Léger-sur-Dheune   | Voie verte | enrobé lisse                                       | 100 %         | 100 %        |                                                              |                                          | |
| Voie Verte de Gilly-sur-Loire à Bourbon-Lancy                        | Saône-et-Loire                     | 12 km    | voie ferrée                                | Gilly-sur-Loire à Bourbon-Lancy             | Voie verte | enrobé lisse                                       | 100 %         | 100 %        |                                                              |                                          | |
| Voie Verte Santenay - Nolay                                          | Côte-d'Or                          | 15 km    | voie ferrée                                | Santenay à Nolay                            | Voie verte | enrobé lisse                                       | 100 %         | 100 %        |                                                              |                                          | |
| Véloroute Beaune - Santenay                                          | Côte-d'Or                          | 23 km    | -                                          | Beaune à Santenay                           | 'Véloroute | -                                                  | 0 %           | -            | Traversée non sécurisée de la N6                             |                                          | |
| Véloroute Digoin - Cronat                                            | Saône-et-Loire                     | 58 km    | -                                          | Digoin à Cronat                             | Véloroute  | enrobé lisse                                       | 20 %          | 20 %         | passages avec des pentes > 6 %                               |                                          | |
| Voie Verte d’Iguerande à Saint-Yan                                   | Saône-et-Loire                     | 31,5 km  | voie ferrée                                | Iguerande à Saint-Yan                       | Voie verte | enrobé lisse                                       | 100 %         | 100 %        |                                                              |                                          | |
| Voie Bleue de Talmay à Auxonne                                       | Haute-Saône                        | 23 km    | -                                          | Heuilley-Cotton à Percey-le-Grand           | Véloroute  | enrobé lisse                                       | > 50 %        | > 50 %       |                                                              |                                          | |
| Voie Bleue de Pagny-la-Ville à Saint-Symphorien-sur-Saône            | Côte-d'Or                          | 17 km    | -                                          | Pagny-la-Ville à Saint-Symphorien-sur-Saône | Voie verte | enrobé lisse                                       | 100 %         | 100 %        |                                                              |                                          | Fait partie de la véloroute européenne EuroVelo 6 |
| Canal entre Champagne et Bourgogne, tronçon n°4 en Côte-d'Or         | Côte-d'Or                          | 39 km    | canal                                      | Courchamp à Maxilly-sur-Saône               | Voie verte | Enduit gravillonné                                 | 100 %         | 100 %        |                                                              |                                          | Fait partie de la véloroute de 224 km qui longe du canal de la Marne à la Saône baptisé canal « entre Champagne et Bourgogne», qui relie Vitry-le-François à Maxilly-sur-Saône |
| Voie verte le Chemin vert                                            | Haute-Saône                        | 30 km    | voie ferrée                                | Vesoul à Fontenois-les-Montbozon            | Voie verte | enrobé lisse                                       | 100 %         | 100 %        |                                                              |                                          | |
| Véloroute du Doubs                                                   | Jura, Doubs, Territoire de Belfort | 196 km   | -                                          | Abergement-la-Ronce à Montreux-Château      | Véloroute  | enrobé                                             | 75 %          | <75 %        |                                                              |                                          | Une partie du tronçon de l'EuroVelo 6 en France |
| Véloroute Rives de Saône                                             | Haute-Saône                        | 63 km    | -                                          | Port-sur-Saône à Gray                       | Véloroute  | stabilisé                                          | 80 %          | <80 %        |                                                              |                                          | |
| Coulée verte du canal de Belfort à Montbéliard                       | Territoire de Belfort, Doubs       | 26 km    | chemin de halage                           | Belfort à Montbéliard                       | Voie verte | stabilisé                                          | 100 %         | 100 %        |                                                              |                                          | |
| Voie Verte Le Chemin du train                                        | Doubs                              | 20 km    | -                                          | Gilley à Pontarlier                         | Voie verte | enrobé lisse                                       | 100 %         | 100 %        |                                                              |                                          | |
| Voie Verte des Berges du Doubs à Besançon                            | Doubs                              | 14 km    | chemin de halage du Doubs                  | Besançon                                    | Voie verte | stabilisé                                          | 100 %         | 100 %        |                                                              |                                          | Reliée à la Voie Verte Besançon/Saint-Vit |
| Voie Verte Promenade François Mitterrand à Belfort                   | Territoire de Belfort              | 17 km    | sentier                                    | Belfort à Sermamagny                        | Voie verte | enrobé lisse                                       | 100 %         | 100 %        |                                                              |                                          | |
| Voie Verte de Ornans au plateau du Doubs                             | Doubs                              | 13 km    | voie ferrée                                | Ornans à L'Hôpital-du-Grosbois              | Voie verte | stabilisé                                          | 100 %         | 100 %        |                                                              |                                          | |
| Voie Verte du canal du Rhône au Rhin dans le Territoire de Belfort   | Territoire de Belfort              | 10 km    | -                                          | Bourogne à Montreux-Château                 | Véloroute  | enrobé lisse                                       | 100 %         | 100 %        |                                                              |                                          | Fait partie de la véloroute européenne EuroVelo 6. Se prolonge par des véloroutes dans les départements voisins                                                                |
| Voie Verte de la Forêt de Chaux                                      | Jura, Doubs                        | 10 km    | sentier                                    | Rans à Arc-et-Senans                        | Voie verte | enrobé lisse                                       | 100 %         | 100 %        |                                                              |                                          | |
| Véloroute du Doubs (dans le Doubs)                                   | Doubs                              | 126 km   | -                                          | Saint-Vit à Allenjoie                       | Véloroute  | enrobé lisse                                       | 80 %          | 80 %         | 2 à 3 km sur route non sécurisée                             |                                          | Fait partie de la véloroute européenne EuroVelo 6. Se prolonge par des véloroutes dans les départements voisins                                                                |
| Véloroute du Doubs (Dans le Jura)                                    | Jura                               | 55 km    | -                                          | Abergement-la-Ronce à Évans                 | Véloroute  | enrobé lisse                                       | 60 %          | 60 %         |                                                              |                                          | Fait partie de la véloroute européenne EuroVelo 6 . Se prolonge par des véloroutes dans les départements voisins                                                               |
| La trace du Courlis                                                  | Haute-Saône                        | 8 km     | voie ferrée                                | Vaivre-et-Montoille à Chemilly              | Voie verte | enrobé lisse                                       | 100 %         | 100 %        |                                                              |                                          | |
| La Francovélosuisse                                                  | Territoire de Belfort              | 6 km     | piste                                      | Belfort à Sévenans                          | Voie verte | enrobé lisse                                       | 100 %         | 100 %        |                                                              |                                          | |
| Voie verte de l'écoparc de la filature                               | Haute-Saône                        | NC       | piste, sentier                             | Ronchamp-Champagney                         | Voie verte | enrobé lisse, terre battue, gravier                | 100 %         | 100 %        |                                                              |                                          | Fait la jonction entre l'EuroVelo 6 et la véloroute du Téméraire. |
| Voie verte PLM                                                       | Jura                               | 18 km    | voie ferrée                                | Conliège, Chatillon                         | voie verte | stabilisé et enrobé                                | 100%          | 100%         |                                                              |                                          | passages de tunnels |

### Bretagne
| Désignation                                            | Département                                         | Longueur | Origine                                            | Principales agglomérations desservies       | Type         | Type de revêtement (pour la partie en site propre) | % site propre | % voie verte | non-conformité au cahier des charges voie verte et véloroute                   | Réalisations planifiées | Remarques                                               |
| ------------------------------------------------------ | --------------------------------------------------- | -------- | -------------------------------------------------- | ------------------------------------------- | ------------ | -------------------------------------------------- | ------------- | ------------ | ------------------------------------------------------------------------------ | ----------------------- | ------------------------------------------------------- |
| Voie Verte du canal d'Ille-et-Rance                    | Ille-et-Vilaine                                     | 85 km    | Chemin de halage du Canal d'Ille-et-Rance          | Rennes à Saint-Samson-sur-Rance             | Voie verte   | stabilisé                                          | 95 %          | 100 %        |                                                                                |                         |                                                         |
| Véloroute du canal de Nantes à Brest                   | Ille-et-Vilaine, Morbihan, Côtes-d'Armor, Finistère | 364 km   | Chemin de halage du canal de Nantes à Brest (90 %) | Nantes à Brest                              | Véloroute    | stabilisé                                          | 90 %          | 40 %         |                                                                                |                         | 35 km vers Nantes sur route                             |
| Voie verte Mauron Questembert                          | Morbihan                                            | 53 km    | Voie ferrée                                        | Questembert à Mauron                        | Voie verte   | enrobé lisse                                       | 100 %         | 100 %        |                                                                                |                         |                                                         |
| V7 Bretagne - Voie verte de Roscoff à Concarneau       | Finistère                                           | 49 km    | Voie ferrée                                        | Roscoff à Concarneau                        | Voie verte   | stabilisé (sable)                                  | 100 %         | 100 %        |                                                                                |                         |                                                         |
| Voie verte Rosporden - Gourin - Carhaix Plouguer       | Finistère                                           | 51 km    | Voie ferrée                                        | Rosporden à Carhaix-Plouguer                | Voie verte   | stabilisé                                          | 100 %         | 100 %        |                                                                                |                         | EV1 de Roscoff à Carhaix-Plouguer                       |
| Voie verte Chemin du Petit Train                       | Finistère, Côtes-d'Armor, Ille-et-Vilaine           | 111 km   | Voie ferrée                                        | Carhaix Plouguer à Saint-Méen               | Voie verte   | stabilisé                                          | 90 %          | 90 %         |                                                                                |                         |                                                         |
| Voie verte du Blavet                                   | Morbihan                                            | 62 km    | Chemin de halage du Blavet                         | Hennebont à Pontivy                         | Voie verte ? | enrobé lisse parfois dégradé                       | 100 %         | 100 %        |                                                                                |                         |                                                         |
| Voie verte de Messac à Ploërmel                        | Ille-et-Vilaine, Morbihan                           | 47 km    | Voie ferrée                                        | Messac à Ploërmel                           | Voie verte   | stabilisé (sable)                                  | 100 %         | 100 %        | Dégradée, mal signalée et envahie par la végétation                            |                         |                                                         |
| Voie verte de Médréac à Trévron                        | Ille-et-Vilaine, Côtes-d'Armor                      | 18 km    | voie ferrée                                        | Médréac à Trévron                           | Voie verte   | stabilisé (sable)                                  | 100 %         | 100 %        |                                                                                |                         |                                                         |
| Voie verte de Vitré à Moutiers                         | Ille-et-Vilaine                                     | 20 km    | voie ferrée                                        | Vitré à Moutiers                            | Voie verte   | stabilisé (sable)                                  | 100 %         | 100 %        |                                                                                |                         |                                                         |
| Voie verte de Dinard à Saint-Samson-sur-Rance          | Ille-et-Vilaine, Côtes-d'Armor                      | 17 km    | voie ferrée                                        | Dinard à Saint-Samson-sur-Rance             | Voie verte   | stabilisé (sable)                                  | 100 %         | 100 %        |                                                                                |                         |                                                         |
| Voie verte de Fougères à Antrain                       | Ille-et-Vilaine                                     | 31 km    | voie ferrée                                        | Fougères à Antrain                          | Voie verte   | stabilisé (sable)                                  | 100 %         | 100 %        |                                                                                |                         |                                                         |
| Voie verte de Fougères à Louvigné-du-Désert            | Ille-et-Vilaine                                     | 22 km    | voie ferrée                                        | Fougères à Louvigné-du-Désert               | Voie verte   | stabilisé (sable)                                  | 100 %         | 100 %        | largeur limitée, barrières trop rapprochées nécessitant de mettre pied à terre |                         |                                                         |
| Voie verte de Fougères à Montreuil-sous-Pérouse        | Ille-et-Vilaine                                     | 29,6 km  | voie ferrée                                        | Fougères, Vitré                             | Voie verte   | stabilisé (sable)                                  | 100 %         | 100 %        |                                                                                |                         |                                                         |
| Chemin de randonnée de Pluguffan à Pont-l'Abbé         | Finistère                                           | 12 km    | voie ferrée                                        | Pluguffan à Pont-l'Abbé                     | Voie verte   | stabilisé (sable)                                  | 100 %         | 100 %        | largeur limitée                                                                |                         |                                                         |
| Chemin de randonnée de Guengat à Douarnenez            | Finistère                                           | 18 km    | voie ferrée                                        | Guengat à Douarnenez                        | Voie verte   | stabilisé (sable)                                  | 100 %         | 100 %        | Dégradée, aucune signalisation, trous dangereux sous les ponts                 |                         |                                                         |
| Voie verte Vannes - Île de Conleau                     | Morbihan                                            | 7 km     | sentier                                            | Vannes                                      | Voie verte   | stabilisé                                          | 100 %         | 100 %        |                                                                                |                         |                                                         |
| Voie verte de la Baie du Mont-Saint-Michel             | Ille-et-Vilaine                                     | 12 km    | sentier                                            | Saint-Broladre à Saint-Georges-de-Gréhaigne | Voie verte   | stabilisé (sable)                                  | 100 %         | 100 %        | revetement très dégradé par le passage des chevaux                             |                         |                                                         |
| Voie verte de Guidel-Plages à Kerroc'h                 | Morbihan                                            | 9 km     | sentier                                            | Guidel à Plœmeur                            | Voie verte   | stabilisé                                          | 100 %         | 100 %        | parallèle à la route côtière très fréquentée                                   |                         |                                                         |
| Voie verte de Quéven à Pont-Scorff                     | Morbihan                                            | 6 km     | voie ferrée                                        | Quéven à Pont-Scorff                        | Voie verte   | stabilisé                                          | 100 %         | 100 %        |                                                                                |                         |                                                         |
| Voie verte de la Vilaine à Rennes                      | Ille-et-Vilaine                                     | 5 km     | halage de la Vilaine                               | Rennes                                      | Voie verte   | stabilisé                                          | 100 %         | 100 %        |                                                                                |                         |                                                         |
| Réseau cyclable de la Presqu'île de Rhuys              | Ille-et-Vilaine, Morbihan                           | 73 km    | -                                                  | Saint-Armel à Arzon                         | Véloroute    | enrobé lisse                                       | 30 %          | -            | mal signalé                                                                    |                         | plusieurs itinéraires                                   |
| Cap à vélo de Férel à Pénestin                         | Morbihan                                            | 31 km    | -                                                  | Férel à Pénestin                            | Véloroute    | ?                                                  | 15 %          | 0 %          |                                                                                |                         | fait partie de la future Véloroute littorale Atlantique |
| Voie Verte Rigole d'Hilvern                            | Côtes d'Armor, Morbihan                             | 60 km    | canal                                              | Allineuc à Saint-Gonnery                    | Voie verte   | stabilisé                                          | 100 %         | 100 %        |                                                                                |                         |                                                         |
| La Littorale Plouénan-Roscoff-Port Neuf                | Finistère                                           | 34 km    | -                                                  | Plouénan à Sibiril                          | Véloroute    | -                                                  | 0 %           | 0 %          |                                                                                |                         | Tronçon de la future Véloroute La Littorale             |
| Voie verte du canal de Nantes à Brest en Côtes-d'Armor | Côtes d'Armor                                       | 45 km    | -                                                  | Saint-Gelven à Le Moustoir                  | Voie verte   | enrobé lisse                                       | 100 %         | 100 %        |                                                                                |                         |                                                         |

### Centre-Val de Loire
| Désignation                                              | Département                                | Longueur | Origine                             | Principales agglomérations desservies                | Type       | Type de revêtement (pour la partie en site propre) | % site propre | % voie verte | non-conformité au cahier des charges voie verte et véloroute           | Réalisations planifiées                               | Remarques                                                          |
| -------------------------------------------------------- | ------------------------------------------ | -------- | ----------------------------------- | ---------------------------------------------------- | ---------- | -------------------------------------------------- | ------------- | ------------ | ---------------------------------------------------------------------- | ----------------------------------------------------- | ------------------------------------------------------------------ |
| La Loire à vélo                                          | Indre-et-Loire, Loir-et-Cher, Loiret, Cher | 275 km   | -                                   | Candes-Saint-Martin à Belleville-sur-Loire           | Véloroute  | enrobé parfois stabilisé                           | >27 %         | 27 %         |                                                                        |                                                       |                                                                    |
| Voie verte du canal d'Orléans                            | Loiret                                     | 80 km    | Chemin de halage du canal d'Orléans | Orléans à Montargis                                  | Voie verte | stabilisé (sable)                                  | 100 %         | 100 %        | passage libre de végétation parfois étroit ou/et revêtement dégradé    |                                                       | Fait partie de la véloroute européenne EuroVelo 3                  |
| Voie Verte du Canal de Briare                            | Loiret                                     | 60 km    | Chemin de halage du canal de Briare | Montargis à Briare                                   | Voie verte | Enrobé et stabilisé                                | 88,5 %        | 88,5 %       | section de 5,5 km sur une route au sud de Rogny                        |                                                       | Fait partie de la véloroute européenne EuroVelo 3                  |
| Voie Verte de la levée de Loire à Blois                  | Loir-et-Cher                               | 5 km     | halage                              | Blois à La Chaussée-Saint-Victor                     | Voie verte | enrobé lisse                                       | 100 %         | 100 %        |                                                                        |                                                       |                                                                    |
| Voie Verte de Tours à Villandry                          | Indre-et-Loire                             | 21 km    | -                                   | Tours à Villandry                                    | Voie verte | stabilisé                                          | 100 %         | 100 %        |                                                                        |                                                       | Tronçon de la Loire à Vélo                                         |
| Voie Verte de Chambord                                   | Loir-et-Cher                               | 15 km    | sentier                             | Bracieux à Saint-Dyé-sur-Loire                       | Voie verte | stabilisé                                          | 100 %         | 100 %        |                                                                        |                                                       |                                                                    |
| Voie Verte de Nevers au pont de Guetin                   | Cher                                       | 13 km    | -                                   | Nevers à Cuffy                                       | Voie verte | enduit gravilloné                                  | 100 %         | 100 %        |                                                                        |                                                       |                                                                    |
| Liaison Verte du Val d'Auron                             | Cher                                       | 8 km     | -                                   | Bourges                                              | Voie verte | stabilisé                                          | 100 %         | 100 %        | dégradé                                                                |                                                       |                                                                    |
| Voie Verte des Vallées                                   | Indre                                      | 41 km    | voie ferrée                         | Concremiers à Le Pont-Chrétien-Chabenet par Le Blanc | Voie verte | stabilisé                                          | 100 %         | 100 %        | barrières gênantes, une traversée de route dangereuse                  |                                                       |                                                                    |
| Voie Verte de Preuilly-la-Ville à Fontgombault           | Indre                                      | 5 km     | voie ferrée                         | Preuilly-la-Ville à Fontgombault                     | Voie verte | stabilisé                                          | 100 %         | 100 %        |                                                                        |                                                       |                                                                    |
| Véloroute Transeuropéenne en pays Lochois                | Indre-et-Loire                             | 30 km    | -                                   | Le Grand-Pressigny à Tournon-Saint-Pierre            | Véloroute  | -                                                  | 0 %           | -            |                                                                        |                                                       | Fait partie de la véloroute européenne EuroVelo 3                  |
| Véloroute de Lucé à Nogent-le-Rotrou et Condé-sur-Huisne | Eure-et-Loir                               | 73 km    | -                                   | Lucé à Condé-sur-Huisne                              | Véloroute  | -                                                  | 0 %           | -            | 400 mètres difficiles                                                  |                                                       | Fait partie de Véloscénie Paris Mont-Saint-Michel                  |
| Véloroute de la vallée de l'Eure                         | Eure-et-Loir                               | 19 km    | -                                   | Maintenon à Chartres                                 | Véloroute  | enrobé lisse                                       | 25 %          | 25 %         | 4,5 km sur une route à grande circulation                              |                                                       | Fait partie de Véloscénie Paris Mont-Saint-Michel                  |
| Coulée verte de Chartres                                 | Eure-et-Loir                               | 11 km    | -                                   | Saint-Prest à Luisant                                | Voie verte | enrobé lisse                                       | 80 %          | 70 %         | tronçon central comprenant des bandes cyclables et des voies partagées |                                                       | Fait partie de Véloscénie Paris Mont-Saint-Michel                  |
| Voie verte du Canal de Berry branche sud                 | Cher                                       | 25 km    | canal                               | Saint-Amand-Montrond à Vallon-en-Sully               | Voie verte | enrobé lisse                                       | 90 %          | 100 %        |                                                                        | Partie du projet de la "Voie verte du Canal de Berry" | La section entre La Perche et la gare d'Urcay est en voie partagée |

### Grand Est
| Désignation                                                               | Département                 | Longueur                 | Origine                                                     | Principales agglomérations desservies                                                                                    | Type       | Type de revêtement (pour la partie en site propre)                            | % site propre | % voie verte | non-conformité au cahier des charges voie verte et véloroute                     | Réalisations planifiées                                                                              | Remarques |
| ------------------------------------------------------------------------- | --------------------------- | ------------------------ | ----------------------------------------------------------- | --- | ---------- | ----------------------------------------------------------------------------- | ------------- | ------------ | -------------------------------------------------------------------------------- | --- | --- |
| Véloroute Rhin - EuroVelo 15                                              | Haut-Rhin, Bas-Rhin         | 216 km                   | digue, chemin de halage, voie ferrée                        | Huningue à Lauterbourg                                                                                                   | Véloroute  | enrobé lisse                                                                  | 45 %          | <45 %        |                                                                                  | | première EuroVelo route certifiée en 2014 sur l'ensemble du parcours de la source du Rhin en Suisse à l'estuaire aux Pays-Bas                                          |
| Véloroute du vignoble d'Alsace - EuroVelo 5                               | Bas-Rhin, Haut-Rhin         | 132 km                   | voie ferrée pour partie                                     | Marlenheim à Thann | Véloroute  | enrobé lisse                                                                  | 10 %          | <10 %        |                                                                                  | | |
| Voie Verte du canal de la Marne au Rhin                                   | Moselle                     | 55 km                    | chemin de halage du canal de la Marne au Rhin               | Strasbourg à Lutzelbourg                                                                                                 | Voie verte | enrobé lisse                                                                  | 100 %         | 100 %        |                                                                                  | | fait partie de la V52 et de la véloroute européenne EuroVelo 5 |
| Voie Verte du canal de la Sarre                                           | Moselle                     | 71 km                    | chemin de halage du canal de la Sarre                       | Grosbliederstroff à Gondrexange                                                                                          | Voie verte | enrobé lisse                                                                  | 100 %         | 100 %        |                                                                                  | | fait partie de la véloroute européenne EuroVelo 5 |
| Voie Verte de Lembach à Durrenbach                                        | Bas-Rhin                    | 13 km                    | voie ferrée                                                 | Lembach à Durrenbach | Voie verte | enrobé lisse                                                                  | 100 %         | 100 %        |                                                                                  | | |
| Voie Verte de Surbourg à Betschdorf                                       | Bas-Rhin                    | 5 km                     | voie ferrée                                                 | Surbourg à Betschdorf | Voie verte | enrobé lisse                                                                  | 100 %         | 100 %        |                                                                                  | | |
| Voie Verte de Hatten à Niederrœdern                                       | Bas-Rhin                    | 5 km                     | voie ferrée                                                 | Hatten à Niederrœdern | Voie verte | enrobé lisse                                                                  | 100 %         | 100 %        |                                                                                  | | |
| Voie Verte de Bouxwiller à Dossenheim-sur-Zinsel                          | Bas-Rhin                    | 9,5 km                   | voie ferrée                                                 | Bouxwiller à Dossenheim-sur-Zinsel                                                                                       | Voie verte | enrobé lisse                                                                  | 100 %         | 100 %        |                                                                                  | | |
| Voie Verte de Odratzheim à Westhoffen                                     | Bas-Rhin                    | 4 km                     | voie ferrée                                                 | Odratzheim à Westhoffen                                                                                                  | Voie verte | enrobé lisse                                                                  | 100 %         | 100 %        |                                                                                  | | |
| Voie Verte de Strasbourg à La Wantzenau                                   | Bas-Rhin                    | 9 km                     | digue                                                       | Strasbourg à La Wantzenau                                                                                                | Voie verte | enduit gravillonné                                                            | 100 %         | 100 %        |                                                                                  | | fait partie de la véloroute européenne EuroVelo 15 |
| Voie Verte du canal de la Bruche                                          | Bas-Rhin                    | 21 km                    | chemin de halage du canal de la Bruche                      | Strasbourg à Soultz-les-Bains / Molsheim                                                                                 | Voie verte | enrobé lisse                                                                  | 100 %         | 100 %        |                                                                                  | | fait partie de la véloroute européenne EuroVelo 5 |
| Voie Verte de Molsheim à Wasselonne                                       | Bas-Rhin                    | 14 km                    | voie ferrée                                                 | Molsheim à Wasselonne | Voie verte | enrobé lisse                                                                  | 100 %         | 100 %        |                                                                                  | | La section comprise entre Marlenheim et Molsheim fait partie de la Véloroute du vignoble d'Alsace. À Soultz-les-Bains elle croise la Voie Verte du canal de la Bruche. |
| Voie Verte de Bois l'Abbesse à Sainte-Marie-aux-Mines                     | Bas-Rhin, Haut-Rhin         | 10 km                    | voie ferrée                                                 | Châtenois (Bois l'Abbesse) à Sainte-Marie-aux-Mines                                                                      | Voie verte | enrobé lisse                                                                  | 100 %         | 100 %        |                                                                                  | | est connectée par un itinéraire cyclable jalonné au départ de la gare de Sélestat.                                                                                     |
| Voie Verte du canal du Rhône au Rhin (branche nord) Strasbourg-Artzenheim | Bas-Rhin, Haut-Rhin         | 54 km                    | chemin de halage du canal du Rhône au Rhin                  | Strasbourg à Artzenheim                                                                                                  | Voie verte | enrobé lisse sur 90% et pouzzolane sur 10% (entre Marckolsheim et Artzenheim) | 100 %         | 100 %        |                                                                                  | | fait partie de la véloroute européenne EuroVelo 15. |
| Voie Verte du canal de Colmar                                             | Haut-Rhin                   | 14 km                    | chemin de halage du canal de Colmar                         | Horbourg-Wihr à Artzenheim                                                                                               | Voie verte | enrobé lisse                                                                  | 100 %         | 100 %        |                                                                                  | | rejoint la Véloroute Rhin EuroVelo 15 à Artzenheim. |
| Voie Verte du canal du Rhône au Rhin (branche sud) Mulhouse-Valdieu       | Haut-Rhin                   | 26 km                    | chemin de halage du canal du Rhône au Rhin                  | Mulhouse à Valdieu-Lutran                                                                                                | Voie verte | enrobé lisse                                                                  | 100 %         | 100 %        |                                                                                  | | fait partie de la véloroute européenne EuroVelo 6 |
| Piste de la Largue                                                        | Haut-Rhin                   | 19 km                    | voie ferrée                                                 | Dannemarie à Pfetterhouse                                                                                                | Voie verte | béton de ciment                                                               | 100 %         | 100 %        |                                                                                  | | |
| Voie Verte du canal du Rhône au Rhin - EuroVelo 6 - de Mulhouse à Niffer  | Haut-Rhin                   | 13 km                    | chemin de halage du canal du Rhône au Rhin                  | Rixheim à Niffer | Voie verte | enrobé lisse                                                                  | 100 %         | 100 %        |                                                                                  | | fait partie de la véloroute européenne EuroVelo 6. |
| Voie Verte du canal de Huningue                                           | Haut-Rhin                   | 17 km                    | chemin de halage du canal de Huningue                       | Niffer à Huningue | Voie verte | stabilisé                                                                     | 100 %         | 100 %        |                                                                                  | | fait partie de la véloroute européenne EuroVelo 15 |
| Voie Verte de la forêt de la Hardt                                        | Haut-Rhin                   | 29 km                    | sentier                                                     | Kembs-Loéchlé à Munchhouse                                                                                               | Voie verte | enduit gravillonné                                                            | 100 %         | 100 %        |                                                                                  | | |
| Voie Verte des Berges de l'Ill à Mulhouse                                 | Haut-Rhin                   | 5 km                     | canal                                                       | Mulhouse à Sausheim | Voie verte | enrobé lisse                                                                  | 100 %         | 100 %        |                                                                                  | | |
| Voie Verte de la vallée de la Thur                                        | Haut-Rhin                   | 17 km                    | canal                                                       | Ungersheim à Vieux-Thann                                                                                                 | Voie verte | enrobé lisse                                                                  | 100 %         | 100 %        |                                                                                  | | |
| Voie Verte de la vallée de la Doller                                      | Haut-Rhin                   | 20 km                    | voie ferrée                                                 | Burnhaupt à Sewen | Voie verte | enrobé lisse                                                                  | 100 %         | 100 %        |                                                                                  | | |
| Véloroute franco-allemande de la Vallée de la Lauter                      | Bas-Rhin                    | 24 km                    | voie ferrée                                                 | Lauterbourg à Wissembourg                                                                                                | Véloroute  | enrobé lisse                                                                  | 60 %          | 60 %         |                                                                                  | | De Lauterbourg sur l'EuroVelo 15, cette véloroute se prolonge au-delà de Wissembourg jusqu'à Dahn dans le Palatinat, soit au total 50 km.                              |
| Véloroute Itinéraire cyclable des trois pays                              | Haut-Rhin                   | 67 km                    | -                                                           | Chalampé à Oltingue | Véloroute  | enrobé lisse                                                                  | ? %           | ? %          | 5,5 km sur des voies dangereuses et quelques passages avec des pentes à 5 ou 6 % | | |
| Véloroute de la vallée de la Thur                                         | Haut-Rhin                   | 25 km                    | -                                                           | Vieux-Thann à Kruth | Véloroute  | enrobé lisse                                                                  | ? %           | ? %          |                                                                                  | | |
| Voie verte Trans-Ardennes                                                 | Ardennes                    | 130 km                   | Chemin de halage de la Meuse                                | Mouzon à Givet | Voie verte | enrobé                                                                        | 100 %         | 100%         |                                                                                  | Dernière section de Remilly-Aillicourt à Mouzon prévue pour 2018                                     | |
| Voie verte Sud-Ardennes                                                   | Ardennes-(Aisne)            | 110 km                   | Chemin de halage du canal des Ardennes                      | Pont-à-Bar à Evergnicourt                                                                                                | Voie verte |                                                                               |               |              |                                                                                  | Construction prévue de 2020 à 2023,                                                                  | |
| Trans-Semoysienne                                                         | Ardennes                    | 14 km                    | Chemin du petit train de la Semoy                           | Monthermé à Les Hautes-Rivières                                                                                          | Voie verte | enrobé                                                                        | 100 %         | 100 %        |                                                                                  | | |
| Voie Verte de l'Ennemane                                                  | Ardennes                    | 8 km                     | Voie ferrée                                                 | Remilly-Aillicourt à Raucourt-et-Flaba                                                                                   | Voie verte | enrobé lisse                                                                  | 85 %          | 100 %        |                                                                                  | | |
| Vélovoie des lacs                                                         | Aube                        | 42 km                    | -                                                           | Saint-Julien-les-Villas à Dienville                                                                                      | Voie verte | enrobé                                                                        | 100 %         | 100 %        |                                                                                  | | tronçon de la Paneuropa-Radweg (variante par Troyes) |
| Voie Verte du lac du Der et de Saint-Dizier                               | Haute-Marne, Marne          | 83 km                    | -                                                           | Saint-Dizier à Sainte-Marie-du-Lac-Nuisement                                                                             | Voie verte | enrobé                                                                        | 100 %         | 100 %        |                                                                                  | | tronçon de la Paneuropa-Radweg (variante par Troyes) |
| Voie Verte du canal Entre Champagne et Bourgogne                          | Marne, Haute-Marne          | 150 km                   | halage du canal de la Marne à la Saône                      | Vitry-le-François à Langres                                                                                              | Voie verte | enrobé lisse                                                                  | 100 %         | 100 %        |                                                                                  | | |
| Coulée verte du canal à Reims                                             | Marne                       | 12 km                    | halage canal de l'Aisne à la Marne                          | Bétheny à Cormontreuil                                                                                                   | Voie verte | enrobé lisse                                                                  | 100 %         | 100 %        |                                                                                  | Extension (6 km) en cours vers Sillery                                                               | |
| Voie Verte du Pays de Langres                                             | Haute-Marne                 | 13 km                    | voie ferrée                                                 | Langres à Flagey | Voie verte | enrobé (5 km)/ pierres concassées                                             | 100 %         | 100 %        |                                                                                  | | |
| Voie Verte de Berry-au-Bac à Courcy                                       | Marne                       | 12 km                    | halage canal de l'Aisne à la Marne                          | Berry-au-Bac à Courcy | Voie verte | enrobé lisse                                                                  | 100 %         | 100 %        |                                                                                  | | |
| Voie Verte Saint-Dizier à Chancenay                                       | Haute-Marne                 | 5 km                     | -                                                           | Saint-Dizier à Chancenay                                                                                                 | Voie verte | enrobé lisse                                                                  | 100 %         | 100 %        |                                                                                  | | |
| Voie Verte du canal de la Haute-Seine                                     | Aube                        | 47 km                    | halage canal de la Haute-Seine                              | Barberey-Saint-Sulpice à Crancey                                                                                         | Voie verte | enrobé lisse                                                                  | 100 %         | 100 %        |                                                                                  | | tronçon de la Paneuropa-Radweg (variante par Troyes) |
| Voie verte de la Seine                                                    | Aube                        | 13 km                    | halage canal de la Haute-Seine                              | Barberey-Saint-Sulpice à Saint-Julien-les-Villas                                                                         | Voie verte | enrobé lisse                                                                  | 100 %         | 95 %         |                                                                                  | | tronçon de la Paneuropa-Radweg (variante par Troyes) |
| Canal entre Champagne et Bourgogne (partie sud)                           | Haute-Marne                 | 23 km                    | -                                                           | Heuilley-Cotton à Percey-le-Grand                                                                                        | Véloroute  | enrobé dégradé                                                                | 50 %          | <50 %        |                                                                                  | | |
| Voie verte de la Vallée de la Marne                                       | Marne                       | 92 km                    | chemin de halage du la Marne et du canal latéral à la Marne | Dormans à Vitry-le-François                                                                                              | Voie verte | enrobé lisse                                                                  | 100 %         | 100 %        |                                                                                  | | tronçon de la Paneuropa-Radweg (variante par la vallée de la Marne) et la véloroute 53                                                                                 |
| Voie Bleue - Saône Moselle                                                | Moselle                     | 90 km (sur 260 en cible) | -                                                           | Apach à Metz + traversée Nancy (à terme Fontenoy-le-Château)                                                             | Véloroute  | Enrobé                                                                        | 95 %          | 95 %         |                                                                                  | | Travaux en cours entre Méréville et Gripport débuté en mai 2020. Se prolonge en Allemagne et dans d'autres régions françaises                                          |
| Voie Verte Chemin de la Moselle                                           | Moselle                     | 30 + 10 km               | -                                                           | Thionville à Apach | Voie verte | Enrobé                                                                        | 100 %         | 100 %        |                                                                                  | | Doublée sur 10 km (une voie sur chaque rive). Fait partie de la Véloroute du Téméraire                                                                                 |
| Voie Verte Boucle de la Moselle                                           | Meurthe-et-Moselle          | 62 km                    | -                                                           | Frouard à Neuves-Maisons, Sexey-aux-Forges à Villey-le-Sec, Toul à Gondreville, Aingeray au barrage en amont de Liverdun | Voie verte | Enrobé                                                                        | 100 %         | 100 %        | Plusieurs pistes non reliées                                                     | à terme 80 km aménagés                                                                               | . La boucle Est (Frouard à Neuves-Maisons soit 40 km) fait partie de la Véloroute du Téméraire                                                                         |
| Voie verte des Hautes-Vosges                                              | Vosges                      | 54 km                    | voie ferrée                                                 | Cornimont à Bussang | Voie verte | enrobé lisse                                                                  | 100 %         | 100 %        |                                                                                  | | Il s'agit de deux pistes qui partent toutes deux de Remiremont |
| Voie Verte des Deux Sarres                                                | Moselle                     | 9 km                     | voie ferrée                                                 | Lorquin à Abreschviller                                                                                                  | Voie verte | enrobé lisse                                                                  | 100 %         | 100 %        |                                                                                  | | |
| Voie Verte de la vallée de la Bièvre                                      | Moselle                     | 7 km                     | voie ferrée                                                 | Hesse à Troisfontaines                                                                                                   | Voie verte | enrobé lisse                                                                  | 100 %         | 100 %        |                                                                                  | | |
| Voie Verte du lac de Madine                                               | Meuse                       | 4 km                     | sentier                                                     | Nonsard | Voie verte | enrobé lisse                                                                  | 100 %         | 100 %        |                                                                                  | | |
| Voie Verte Sarreguemines-Hambach                                          | Moselle                     | 7 km                     | voie ferrée                                                 | Sarreguemines à Hambach                                                                                                  | Voie verte | stabilisé                                                                     | 100 %         | 100 %        |                                                                                  | | |
| Voie Verte Sarreguemines-Bliesbruck                                       | Moselle                     | 7 km                     | voie ferrée                                                 | Sarreguemines à Bliesbruck                                                                                               | Voie verte | enrobé lisse                                                                  | 100 %         | 100 %        |                                                                                  | | |
| Promenade des Berges de l'Orne                                            | Meurthe-et-Moselle, Moselle | 21 km                    | halage                                                      | Moineville à Rombas | Voie verte | béton de ciment                                                               | 100 %         | 100 %        |                                                                                  | | |
| Voie Verte du Pays de Briey                                               | Meurthe-et-Moselle          | 8 km                     | voie ferrée                                                 | Briey à Tucquegnieux | Voie verte | stabilisé                                                                     | 100 %         | 100          |                                                                                  | | |
| Voie Verte du canal de la Marne au Rhin dans la Meuse - Branche Ouest     | Meuse                       | 29 km                    | canal de la Marne au Rhin                                   | Fains-les-Sources à Saint-Amand-sur-Ornain                                                                               | Voie verte | enduit gravillonné                                                            | 100 %         | 100 %        |                                                                                  | | itinéraire allant de Paris à Strasbourg puis Prague |
| Voie Verte du canal de la Marne au Rhin dans la Meuse Branche Est         | Meurthe-et-Moselle, Moselle | env 90 km                | canal de la Marne au Rhin                                   | Nancy à Lutzelbourg | Voie verte | enrobé lisse                                                                  | 70 %          | 100 %        |                                                                                  | réalisaton Laneuveville Nancy - Maixe en 2022- secteur Lagarde envisagé -                            | itinéraire allant de Paris à Strasbourg puis Prague |
| Voie verte de la Mauchère                                                 | Meurthe-et-Moselle          | 20 km                    | voie ferrée                                                 | Custines à Nomény | Voie verte | stabilisé                                                                     | 90            | 100          |                                                                                  | | |
| Voie verte de la vallée de l'Amezule                                      | Meurthe-et-Moselle          | 16 km                    | voie ferrée                                                 | Lay-Saint-Christophe à Brin-sur-Seille                                                                                   | Voie verte | enrobé lisse                                                                  | 100 %         | 100 %        | mixte vélo et tracteur ou cheval                                                 | | 1ere section inaugurée le 22 septembre 2012, projet de prolongation jusque Moncel-sur-Seille , véloroute vers Château-Salins, Dieuze ?                                 |
| Véloroute Voie Verte de la vallée de la Plaine                            | Vosges, Meurthe-et-Moselle  | 28 km                    | -                                                           | Raon-l'Étape à Raon-lès-Leau                                                                                             | Véloroute  | enrobé lisse                                                                  | 60 %          | <60 %        |                                                                                  | | |
| Voie Verte du Grémillon                                                   | Meurthe-et-Moselle          | 7 km                     | coordination de cheminement locaux existant et prolongation | Nancy à Seichamps | Voie verte | enrobé lisse                                                                  | 100 %         | <85 %        |                                                                                  | souhaite de faire une jonction entre Essey et Le Piroué (voie verte autour du Plateau de Malzéville) | traverse Tomblaine Essey-lès-Nancy et Pulnoy |
| Voie Verte de la Haute Meurthe                                            | Vosges                      | 4 km                     | voie ferrée                                                 | Anould à Plainfaing | Voie verte | enrobé lisse                                                                  | 100 %         | 100 %        |                                                                                  | | |
| Voie Verte de la Mauchère                                                 | Meurthe-et-Moselle          | 8 km                     | voie ferrée                                                 | Custines à Montenoy | Voie verte | stabilisé                                                                     | 100 %         | 100 %        |                                                                                  | | |
| Véloroute Metz-Thionville                                                 | Moselle                     | 30 km                    | -                                                           | Metz à Thionville | Véloroute  | enrobé lisse                                                                  | 85 %          | <85 %        |                                                                                  | | fait partie de la véloroute du Téméraire |

### Hauts-de-France
| Désignation                                              | Département          | Longueur        | Origine          | Principales agglomérations desservies        | Type       | Type de revêtement (pour la partie en site propre) | % site propre | % voie verte | non-conformité au cahier des charges voie verte et véloroute   | Remarques |
| -------------------------------------------------------- | -------------------- | --------------- | ---------------- | -------------------------------------------- | ---------- | -------------------------------------------------- | ------------- | ------------ | -------------------------------------------------------------- | --- |
| Voie Verte de la Lys                                     | Nord                 | 24 km           | -                | Armentières à Halluin                        | Voie verte | enrobé lisse                                       | 100 %         | 100 %        |                                                                | la Lys est une rivière |
| Voie Verte départementale Dainville - Saulty             | Pas-de-Calais        | 12 km           | voie ferrée      | Wailly à La Herliere                         | Voie verte | enrobé lisse                                       | 100 %         | 100 %        |                                                                | inaugurée en 2011, fait partie de la véloroute de la mémoire V32 reliant Arras à Amiens                                                       |
| Voie Verte de la Sambre                                  | Nord                 | 21 km           | -                | Jeumont à Hautmont                           | Voie verte | béton                                              | 100 %         | 100 %        |                                                                | fait partie de la Véloroute européenne en projet EuroVelo 3 ; la Sambre est une rivière                                                       |
| Voie Verte de la Scarpe                                  | Nord                 | 37 km           | -                | Mortagne-du-Nord à Douai                     | Voie verte | stabilisé                                          | 100 %         | 100 %        |                                                                | la Scarpe est une rivière |
| Voie verte de l'Avesnois                                 | Nord                 | 30 km           | voie ferrée      | Maubeuge à Trélon                            | Voie verte | stabilisé                                          | 100 %         | 100 %        |                                                                | fait partie de la Véloroute européenne en projet EuroVelo 3 ; l'Avesnois est une région naturelle                                             |
| Voie Verte des Gueules Noires                            | Nord                 | 18 km           | -                | Vieux-Condé à Anzin                          | Voie verte | stabilisé                                          | 100 %         | 100 %        | parfois faible largeur, passage en herbe de 2,5 km, non balisé | les gueules noires sont le surnom des mineurs ; appelée V361                                                                                  |
| Coulée Verte de la Deûle                                 | Nord                 | 12 km           | canal            | Marquette-lez-Lille à Deûlémont              | Voie verte | stabilisé                                          | 100 %         | 100 %        |                                                                | la Deûle est une rivière ; fait partie de la véloroute V32                                                                                    |
| Chemin de halage du canal de la Scarpe                   | Pas-de-Calais        | 8 km            | canal            | Arras à Fampoux                              | Voie verte | stabilisé                                          | 100 %         | 100 %        |                                                                | la Scarpe est une rivière |
| Voie verte de la plaine de la Scarpe                     | Pas-de-Calais        | 12,1 km         | voie ferrée      | Beuvry-la-Forêt à Wandignies-Hamage          | Voie verte | stabilisé bien roulant                             | 100 %         | 100 %        |                                                                | la Scarpe est une rivière |
| Voie Verte de la Marque canalisée et du canal de Roubaix | Nord                 | 21 km           | canal            | Marquette-lez-Lille à Leers                  | Voie verte | stabilisé                                          | 100 %         | 100 %        |                                                                | fait partie de la Véloroute européenne en projet EuroVelo 5 ; la Marque est une rivière                                                       |
| Axe vert de la Thiérache                                 | Aisne                | 39 km           | voie ferrée      | Hirson à Guise                               | Voie verte | stabilisé                                          | 100 %         | 100 %        |                                                                | fait partie de la Véloroute européenne en projet EuroVelo 3 ; la Thiérache est une région naturelle                                           |
| Voie Verte du Pevèle et du Sucre                         | Nord                 | 26 km           | voie ferrée      | Roost-Warendin à Pont-à-Marcq                | Voie verte | stabilisé                                          | 95 %          | 95 %         |                                                                | comprend un tronçon de 1,3 km en voie partagée ; le Pévèle est une région naturelle                                                           |
| Route de la Mer du Nord                                  | Pas-de-Calais, Nord  | 95 km           | -                | Oost-Cappel à Boulogne-sur-Mer               | Véloroute  | -                                                  | 0 %           | -            |                                                                | la Mer du Nord est située en petite partie en France et le tracé correspond à une extension de la LF1 néerlandaise (intégrée à l'EuroVelo 12) |
| Véloroute du littoral                                    | Pas-de-Calais, Nord  | en construction | -                | Wimereux à Sangatte ; Dunkerque à Bray-Dunes | Véloroute  | -                                                  | - %           | -            |                                                                | fait partie de la Véloroute européenne en projet EuroVelo 4 ; le littoral correspond à la Côte d'Opale                                        |
| Pistes de la forêt de Compiègne                          | Oise                 | 26 km           | Sentiers         | Forêt de Compiègne                           | Voie verte | enrobé lisse                                       | 100 %         | 100 %        |                                                                | |
| Pistes des bords de l'Oise à Compiègne                   | Oise                 | 17 km           | Chemin de halage | Lacroix-Saint-Ouen à Rethondes               | Voie verte | enrobé lisse                                       | 100 %         | 100 %        |                                                                | |
| Piste cyclable de la baie de Somme                       | Somme                | 24 km           | Sentiers         | Le Crotoy à Cayeux-sur-Mer                   | Voie verte | enrobé lisse                                       | 100 %         | 100 %        |                                                                | |
| Véloroute de la vallée de la Somme                       | Somme                | 160 km          | Chemin de halage | Saint-Valéry-sur-Somme à Ham                 | Véloroute  | enduit gravillonné                                 | 80 %          | 80 %         |                                                                | Reliée à la piste cyclable de la baie de la Somme et à la Traverse de Ponthieu                                                                |
| La traverse du Ponthieu                                  | Somme, Pas-de-Calais | 23 km           | voie ferrée      | Abbeville à Auxi-le-Château                  | Voie verte | stabilisé                                          | 100 %         | 100 %        | dégradée faute d'entretien                                     | À Abbeville liaison avec la véloroute de la vallée de la Somme                                                                                |
| Voie verte Evergnicourt-Guignicourt                      | Aisne                | 8 km            | voie ferrée      | Evergnicourt à Guignicourt                   | stabilisé  | enrobé lisse                                       | 100 %         | 100 %        |                                                                | Longe une route |
| Voie verte du val de Serre                               | Aisne                | 15 km           | voie ferrée      | Montcornet à Résigny                         | Voie verte | stabilisé                                          | 100 %         | 100 %        | peu d'entretien surface dégradée                               | |
| Voie verte de la plaine d'Estrées                        | Oise                 | 13 km           | voie ferrée      | Estrées-Saint-Denis à Longueil-Sainte-Marie  | Voie verte | Enduit gravillonné                                 | 100 %         | 100 %        |                                                                | Liaison balisée de 6 km par petites routes avec piste de bords de l'Oise                                                                      |
| Voie verte de Quend-Plage au parc de Marquenterre        | Somme                | 12 km           | piste            | Quend à Saint-Quentin-en-Tourmont            | Voie verte | béton de ciment                                    | 100 %         | 100 %        |                                                                | |
| Voie verte de Berry-au-Bac à Courcy                      | Aisne                | 12 km           | canal            | Berry-au-Bac à Courcy                        | Voie verte | enrobé lisse                                       | 100 %         | 100 %        |                                                                | |
| Voie verte de l'Ailette                                  | Aisne                | 6 km            | sentier          | Bouconville-Vauclair à Chamouille            | Voie verte | stabilisé                                          | 100 %         | 100 %        |                                                                | |

### Île-de-France
| Désignation                                      | Département                       | Longueur | Origine | Principales agglomérations desservies                         | Type       | Type de revêtement (pour la partie en site propre) | % site propre | % voie verte | non-conformité au cahier des charges voie verte et véloroute                 | Réalisations planifiées                                              | Remarques |
| ------------------------------------------------ | --------------------------------- | -------- | --- | ------------------------------------------------------------- | ---------- | -------------------------------------------------- | ------------- | ------------ | ---------------------------------------------------------------------------- | -------------------------------------------------------------------- | --- |
| Chemin des Roses                                 | Seine-et-Marne                    | 18 km    | Voie ferrée                                                                                                 | Servon - Yèbles                                               | Voie verte | stabilisé                                          | 100 %         | 100 %        |                                                                              | Partie de la véloroute Paris-Strasbourg-Prague (variante par Troyes) | |
| Coulée verte du sud parisien                     | Paris                             | 14 km    | Voie ferrée                                                                                                 | place de Catalogne à Paris - gare de Massy - Verrières        | Voie verte | enrobé                                             | 100 %         | 100 %        | Nombreuses traversées de routes, beaucoup de trafic piéton et faible gabarit |                                                                      | Tronçon de Paris-Mont-St-Michel Véloscénie |
| Piste cyclable du canal de l'Ourcq               | Seine-et-Marne                    | 25 km    | Chemin de halage du canal de l'Ourcq                                                                        | Parc de la Villette à Paris - Claye-Souilly                   |            | enrobé                                             | 100 %         | 100 %        |                                                                              |                                                                      | Tronçon d'EuroVélo 3 |
| Pistes de la forêt de Rambouillet                | Yvelines                          | 50 km    | - | Rambouillet à Montfort-l’Amaury Le Mesle à Poigny-la-Forêt... | Voie verte | enrobé                                             | 100 %         | 100 %        | Plusieurs pistes non reliées.                                                |                                                                      | |
| Promenade de l'Orge aval                         | Essonne                           | 18 km    | - | Athis-Mons à Saint-Germain-lès-Arpajon                        | Voie verte | stabilisé (sable)                                  | 100 %         | 100 %        |                                                                              |                                                                      | |
| Piste des bords de Seine et de la Marne          | Paris, Seine-et-Marne             | 47 km    | bord de rivière                                                                                             | Pont Charles-de-Gaulle (Paris) à Noisiel                      | Voie verte | enrobé lisse                                       | 100 %         | 100 %        | Mal signalisée                                                               |                                                                      | De Paris à Choisy tronçon d'EuroVélo 3, branche le long de la Marne tronçon de la véloroute Paneuropa-Radweg Paris-Strasbourg-Prague (2 variantes par Troyes et par Château-Thierry). |
| Promenade de l'aqueduc de la Dhuis               | Seine-et-Marne, Seine-Saint-Denis | 27 km    | passage d'aqueduc enterré                                                                                   | Dampmart à Le Raincy                                          | Voie verte | calcaire grossier                                  | 100 %         | 100 %        | Mauvaise qualité du revêtement                                               |                                                                      | |
| Voie Verte Allée Royale                          | Seine-et-Marne, Essonne           | 8 km     | - | Nandy à Tigery                                                | Voie verte | stabilisé                                          | 100 %         | 100 %        |                                                                              |                                                                      | |
| Voie Verte du canal Saint-Denis                  | Seine-Saint-Denis                 | 5 km     | canal de Saint-Denis                                                                                        | Paris à Saint-Denis                                           | Voie verte | enrobé lisse                                       | 100 %         | 100 %        | tronçons difficiles                                                          |                                                                      | revêtement inégal : VTT conseillé |
| Piste Les Essarts-le-Roi à Senlisse              | Yvelines                          | 8 km     | sentier | Les Essarts-le-Roi à Senlisse                                 | Voie verte | enrobé lisse                                       | 100 %         | 100 %        |                                                                              |                                                                      | |
| Voie Verte de l'aqueduc de la Vanne              | Essonne                           | 5 km     | aqueduc souterrain                                                                                          | Savigny-sur-Orge à Ris-Orangis                                | Voie verte | couche de grave-ciment                             | 100 %         | 100 %        |                                                                              |                                                                      | |
| Voie Verte de la Chalouette                      | Essonne                           | 5 km     | voie ferrée                                                                                                 | Étampes à Saint-Hilaire                                       | Voie verte | enrobé lisse                                       | 100 %         | 100 %        |                                                                              |                                                                      | |
| Voie Verte du chemin de halage du canal du Loing | Seine-et-Marne                    | 33 km    | - | Episy, Moret-sur-Loing, Souppes-sur-Loing, Dordives           | Voie verte | stabilisé                                          | 98 %          | 100 %        |                                                                              |                                                                      | Tronçon d'EuroVélo 3 |
| Chemin Gâtinais-Beauce                           | Essonne                           | 7 km     | - | Milly-la-Forêt à Maisse                                       | Voie verte | stabilisé                                          | 100 %         | 100 %        |                                                                              |                                                                      | |
| Promenade bleue                                  | Hauts-de-Seine                    | 9 km     | halage de la Seine                                                                                          | Colombes à Rueil-Malmaison                                    | Voie verte | stabilisé                                          | 100 %         | 100 %        | passerelle avec escaliers non praticable avec remorque, vélos chargés etc.   |                                                                      | Tronçon de la Promenade bleue de la Seine et de ses îles » (39km) et de la future Véloroute « Avenue verte London-Paris ».                                                            |
| Voie Verte du canal de Vaires et de la Marne     | Seine-et-Marne                    | 9 km     | chemin de halage du canal de Vaires et de la Marne                                                          | Chelles à Pomponne                                            | Voie verte | stabilisé                                          | 100 %         | 100 %        |                                                                              |                                                                      | Reliée à la Voie Verte des bords de la Seine et de la Marne |
| Voie verte du pays de Limours                    | Essonne                           | 11 km    | sur le tracé de la voie de l’ancien aérotrain expérimental et de la ligne de Paris à Chartres par Gallardon | de Gometz-le-Châtel à Bonnelles                               | Voie verte | stabilisé                                          | 100 %         | 100 %        |                                                                              |                                                                      | Élément de la véloroute Paris-Mont-Saint-Michel « Véloscénie » |

### Normandie
| Désignation                                          | Département              | Longueur | Origine     | Principales agglomérations desservies     | Type       | Type de revêtement (pour la partie en site propre) | % site propre | % voie verte | non-conformité au cahier des charges voie verte et véloroute                                                   | Réalisations planifiées | Remarques                                                                                               |
| ---------------------------------------------------- | ------------------------ | -------- | ----------- | ----------------------------------------- | ---------- | -------------------------------------------------- | ------------- | ------------ | --- | ----------------------- | --- |
| Avenue verte du pays de Bray                         | Seine-Maritime           | 59 km    | voie ferrée | Dieppe à Forges-les-Eaux                  | Voie verte | enrobé                                             | 100 %         | 100 %        | |                         | Partie de l'avenue verte Paris-Londres                                                                  |
| Voie verte Petiville - Villequier                    | Seine-Maritime           | 10 km    | -           | Petiville à Villequier                    | Voie verte | enrobé lisse                                       | 100 %         | 100 %        | |                         | Tronçon de la future Véloroute Val de Seine                                                             |
| Voie verte d'Évreux à la vallée du Bec               | Eure                     | 43 km    | voie ferrée | Évreux au Bec-Hellouin                    | Voie verte | enrobé lisse                                       | 100 %         | 100 %        | |                         | L'Eure des voies vertes                                                                                 |
| Voie verte de la Seine à l'Eure                      | Eure                     | 20 km    | sentier     | Pinterville à Poses                       | Voie verte | enrobé lisse (3 km en stabilisé)                   | ? %           | -            | Plusieurs portions de routes, plutôt une véloroute                                                             |                         | L'Eure des voies vertes                                                                                 |
| Voie verte de la vallée de la Charentonne            | Eure                     | 13 km    | voie ferrée | Bernay à Broglie                          | Voie verte | enrobé lisse                                       | 100 %         | 100 %        | |                         | L'Eure des voies vertes                                                                                 |
| Voie verte de Duclair à Caudebec-en-Caux             | Seine-Maritime           | 15 km    | voie ferrée | Duclair à Caudebec-en-Caux                | Voie verte | enrobé lisse                                       | 90 %          | 100 %        | Section sur route non sécurisée sous le Pont de Brotonne                                                       |                         | |
| Véloroute du lin                                     | Seine-Maritime           | 73 km    | voie ferrée | Pourville-sur-Mer à Fécamp                | Voie verte | enrobé lisse                                       | 80 %          | 100 %        | |                         | |
| Voie verte de la vallée de l'Epte                    | Eure                     | 28 km    | voie ferrée | Gasny à Gisors                            | Voie verte | enrobé lisse                                       | 100 %         | 100 %        | |                         | Partie de l'avenue verte Paris-Londres L'Eure des voies vertes                                          |
| Voie verte de la vallée de l'Eure                    | Eure                     | 27 km    | voie ferrée | Saint-Georges-Motel à Breuilpont          | Voie verte | enrobé lisse                                       | 100 %         | 100 %        | |                         | L'Eure des voies vertes                                                                                 |
| Véloroute de la vallée de Charentonne                | Eure                     | 40 km    | -           | Le Petit-Nassandres à Notre-Dame-du-Hamel | Véloroute  | -                                                  | 0 %           | -            | |                         | Relié à la véloroute de la vallée de la Risle                                                           |
| Véloroute de la vallée de la Risle                   | Eure                     | 80 km    | -           | Pont-Audemer à Rugles                     | Véloroute  | -                                                  | 0 %           | -            | 21 km sur des routes non sécurisées                                                                            |                         | |
| Véloroute du littoral en Seine-Maritime              | Seine-Maritime           | 172 km   | -           | Le Tréport au Havre                       | Véloroute  | -                                                  | 0 %           | -            | 10 à 20 % du parcours sur routes non sécurisées, nombreuses montées avec une déclivité atteignant parfois 10 % |                         | |
| Voie verte de Vire à la baie du Mont-Saint-Michel    | Calvados, Manche         | 75 km    | voie ferrée | Vire à Pontaubault                        | Voie verte | stabilisé (sable)                                  | 100 %         | 100 %        | |                         | tronçon de la Véloscénie Paris-Mont-Saint-Michel pour la partie de Mortain-Bocage à Pontaubault (44 km) |
| Voie verte du Cotentin de Cambernon à Rocheville     | Manche                   | 68 km    | voie ferrée | Cambernon à Rocheville                    | Voie verte | stabilisé                                          | 100 %         | 100 %        | |                         | |
| Voie verte Condé-sur-Huisne-Alençon                  | Orne                     | 67 km    | voie ferrée | Condé-sur-Huisne à Alençon                | Voie verte | stabilisé                                          | 100 %         | 100 %        | |                         | partie de Véloscénie Paris-Mont-St-Michel                                                               |
| Voie verte de Caen à Ouistreham                      | Calvados                 | 17 km    | halage      | Caen à Colleville-Montgomery              | Voie verte | enrobé lisse                                       | 100 %         | 100 %        | |                         | Itinéraire de la Vélo Francette                                                                         |
| Voie verte de la Suisse normande                     | Calvados                 | 39 km    | voie ferrée | Caen à Clécy                              | Voie verte | enrobé lisse                                       | 100 %         | 100 %        | |                         | Itinéraire de la Vélo Francette. tronçon de Caen au tunnel du Hom, avant Thury-Harcourt, réalisée.      |
| Chemin de halage des bords de Vire - partie nord     | Manche                   | 20 km    | sentier     | Saint-Lô à Saint-Fromond                  | Voie verte | stabilisé                                          | 100 %         | 100 %        | |                         | |
| Voie verte transcotentine                            | Manche                   | 34 km    | voie ferrée | Portbail à Carentan                       | Voie verte | stabilisé                                          | 100 %         | 100 %        | |                         | |
| Voie verte Flers - Domfront                          | Orne                     | 20 km    | voie ferrée | La Selle-la-Forge à Domfront              | Voie verte | stabilisé                                          | 100 %         | 100 %        | |                         | |
| Voie verte Alençon - Couterne                        | Orne                     | 45 km    | voie ferrée | Alençon à Couterne                        | Voie verte | stabilisé                                          | 100 %         | 100 %        | |                         | fait partie de Véloscénie                                                                               |
| Vélobocage                                           | Orne                     | 22 km    | voie ferrée | Briouze à Bagoles-de-l'Orne               | Voie verte | stabilisé                                          | 100 %         | 100 %        | |                         | Relie Véloscénie à la gare de Briouze.                                                                  |
| Chemin de halage des bords de Vire - partie sud      | Manche                   | 35 km    | halage      | Saint-Lô à Pont-Farcy                     | Voie verte | stabilisé                                          | 100 %         | 100 %        | |                         | |
| Voie verte de Mortain à Domfront                     | Manche, Orne             | 26 km    | -           | Mortain à Domfront                        | Voie verte | stabilisé                                          | 100 %         | 100 %        | |                         | fait partie de Véloscénie                                                                               |
| Voie verte de Pont-l'Évêque à Saint-André-d'Hébertot | Calvados                 | 8 km     | -           | Pont-l'Évêque à Saint-André-d'Hébertot    | Voie verte | stabilisé                                          | 100 %         | 100 %        | |                         | |
| Voie verte de Falaise à Coulibœuf                    | Calvados                 | 7 km     | -           | Falaise à Damblainville                   | Voie verte | stabilisé                                          | 100 %         | 100 %        | |                         | |
| Véloroute de Carentan à Saint-Fromond                | Manche                   | 27 km    | -           | Carentan à Saint-Fromond                  | Véloroute  | -                                                  | 0 %           | -            | |                         | relie la « voie verte transcotentine » à la voie verte « chemin de halage des bords de la Vire »        |
| Véloroute de Portbail à Barneville-Carteret          | Manche                   | 12 km    | -           | Portbail à Barneville-Carteret            | Véloroute  | -                                                  | 0 %           | -            | |                         | prolonge de 12 km la voie verte transcotentine Portbail-Carentan                                        |
| Véloroute Cherbourg - Rocheville                     | Manche                   | 23 km    | -           | Cherbourg-Octeville à Rocheville          | Véloroute  | -                                                  | 0 %           | -            | |                         | |
| Véloroute Pontaubault - Le Mont-Saint-Michel         | Manche                   | 26 km    | -           | Pontaubault au Mont-Saint-Michel          | Véloroute  | -                                                  | 0 %           | -            | |                         | fait partie de Véloscénie prolonge la « voie verte du Mortainais à la baie du Mont-Saint-Michel ».      |
| Véloroute de la Côte Fleurie                         | Calvados                 | 17 km    | -           | Bénouville à Cabourg                      | Véloroute  | stabilisé                                          | 100 %         | ? %          | |                         | Pistes cyclables le long de routes départementales avec quelques passages en voie verte                 |
| Véloroute des marais de la Dives                     | Calvados, Seine-Maritime | 49 km    | -           | Cabourg au Mesnil-Mauger                  | Véloroute  | ?                                                  | ? %           | ? %          | |                         | |

### Nouvelle-Aquitaine
| Désignation                                              | Département             | Longueur | Origine                                     | Principales agglomérations desservies          | Type                    | Type de revêtement (pour la partie en site propre) | % Site propre | % Voie verte | Non-conformité au cahier des charges Voie verte et véloroute | Réalisations planifiées                                                                                     | Remarques |
| -------------------------------------------------------- | ----------------------- | -------- | ------------------------------------------- | ---------------------------------------------- | ----------------------- | -------------------------------------------------- | ------------- | ------------ | ------------------------------------------------------------ | --- | --- |
| Voie verte de Bordeaux à Lacanau-Océan                   | Gironde                 | 60 km    | Voie ferrée                                 | Bordeaux à Lacanau-océan                       | Voie verte              | enrobé lisse                                       | 100 %         | 100 %        |                                                              | | |
| Voie verte du canal de Garonne                           | Gironde, Lot-et-Garonne | 104 km   | Chemin de halage canal latéral à la Garonne | Castets et Castillon à Saint-Jean-de-Thurac    | Voie verte              | grave émulsion à froid (90 %)                      | 100 %         | 100 %        |                                                              | | Se poursuit en Occitanie pour former la plus longue voie verte de France (193 km)                                      |
| Voie verte Roger-Lapébie                                 | Gironde                 | 54 km    | Voie ferrée                                 | Bordeaux à Sauveterre-de-Guyenne               | Voie verte              | enrobé lisse                                       | 100 %         | 100 %        |                                                              | | |
| Voie verte de Mios à Bazas                               | Gironde                 | 76 km    | Voie ferrée                                 | Mios à Bazas                                   | Voie verte              | enrobé lisse                                       | 100 %         | 100 %        |                                                              | | |
| Voie verte Hostens-La Brède                              | Gironde                 | 25 km    | Voie ferrée                                 | Hostens à La Brède                             | Voie verte              | enrobé lisse                                       | 100 %         | 100 %        |                                                              | | |
| Voie verte Lacanau-Arès                                  | Gironde                 | 23 km    | Voie ferrée                                 | Lacanau à Arès                                 | Voie verte              | enrobé                                             | 100 %         | 100 %        |                                                              | | |
| Voie verte du littoral                                   | Gironde, Landes         | 373 km   | -                                           | Pointe de Grave à Tarnos                       | Voie verte              | enrobé lisse                                       | 100 %         | 100 %        |                                                              | | |
| Voie verte Tour du Bassin d'Arcachon                     | Gironde                 | 70 km    | -                                           | Cap Ferret à Arcachon                          | Voie verte              | enrobé lisse                                       | 100 %         | 100 %        |                                                              | | |
| Voie verte de la Chalosse                                | Landes                  | 34 km    | voie ferrée                                 | Saint-Sever à Hinx                             | Voie verte              | stabilisé                                          | 100 %         | 100 %        |                                                              | | |
| Promenade Périgord - Quercy                              | Dordogne                | 21 km    | voie ferrée                                 | Sarlat-la-Canéda à Peyrillac-et-Millac         | Voie verte              | enrobé lisse                                       | 100 %         | 100 %        |                                                              | | |
| Voie verte Alain Mimoun                                  | Landes                  | 4 km     | piste                                       | Azur à Messanges                               | Voie verte              | enrobé lisse                                       | 100 %         | 100 %        |                                                              | | |
| Voie verte de Blaye à Étauliers                          | Gironde                 | 13 km    | voie ferrée                                 | Blaye à Étauliers                              | Voie verte              | enrobé lisse                                       | 100 %         | 100 %        |                                                              | | |
| Voie verte de Mont-de-Marsan à Villeneuve-de-Marsan      | Landes                  | 16 km    | voie ferrée                                 | Mont-de-Marsan à Villeneuve-de-Marsan          | Voie verte              | enrobé lisse                                       | 100 %         | 100 %        |                                                              | | |
| Voie verte de Saint-Pardoux-la-Rivière à Thiviers        | Dordogne                | 17 km    | voie ferrée                                 | Saint-Pardoux-la-Rivière à Thiviers            | Voie verte              | stabilisé                                          | 100 %         | 100 %        |                                                              | | |
| Voie verte du Parc ornithologique du Teich               | Gironde                 | 6 km     | sentier                                     | Le Teich à Gujan-Mestras                       | stabilisé               | enrobé lisse                                       | 100 %         | 100 %        |                                                              | | |
| Voie verte de la Nive                                    | Pyrénées-Atlantiques    | 6 km     | sentier                                     | Bayonne à Ustaritz                             | Voie verte              | enduit gravillonné                                 | 100 %         | 100 %        |                                                              | | |
| Voie verte du canal de Lalinde                           | Dordogne                | 9 km     | canal                                       | Mouleydier à Lalinde                           | Voie verte              | stabilisé                                          | 100 %         | 100 %        |                                                              | | |
| Voie verte des Berges de l'Isle                          | Dordogne                | 15 km    | sentier                                     | Trélissac à Marsac-sur-l'Isle                  | Voie verte              | enrobé lisse                                       | 100 %         | 100 %        |                                                              | | |
| Véloroute Voie verte de la vallée de l'Isle              | Dordogne                | 86 km    | routes et chemins                           | Annesse-et-Beaulieu au Pizou                   | Véloroute et Voie verte | enrobé lisse                                       | ?             | 35 %         |                                                              | | Prolonge la Voie verte des Berges de l'Isle. Sera reliée à la Voie verte du Grand Périgueux                            |
| Voie verte de la saligue Aressy-Assat-Uzos               | Pyrénées-Atlantiques    | 8 km     | sentier                                     | Aressy à Uzos                                  | Voie verte              | stabilisé                                          | 100 %         | 100 %        |                                                              | | |
| Piste des plages Bayonne-Anglet                          | Pyrénées-Atlantiques    | 12 km    | route                                       | Bayonne à Anglet                               | Voie verte              | enrobé lisse                                       | 100 %         | 100 %        |                                                              | | La fréquentation par les piétons rend son utilisation problématique.                                                   |
| Voie verte de Mimizan-Plage à Pontenx-les-Forges         | Landes                  | 18 km    | voie ferrée                                 | Saint à Hinx                                   | Voie verte              | enrobé lisse                                       | 100 %         | 100 %        |                                                              | | |
| Voie verte de Parentis-en-Born à Ychoux                  | Landes                  | 11 km    | voie ferrée                                 | Parentis-en-Born à Ychoux                      | Voie verte              | enrobé lisse                                       | 100 %         | 100 %        |                                                              | | |
| Piste du Vignac                                          | Landes                  | 8 km     | voie ferrée                                 | Lévignacq à Lit-et-Mixe                        | Voie verte              | enrobé lisse                                       | 100 %         | 100 %        |                                                              | | |
| Voie verte de Saint-Julien-en-Born à Contis-Plage        | Landes                  | 7 km     | sentier                                     | Saint-Julien-en-Born                           | Voie verte              | enrobé lisse                                       | 100 %         | 100 %        |                                                              | | |
| Véloroute de la Vallée du Lot en Lot-et-Garonne          | Lot-et-Garonne          | 81 km    | -                                           | Aiguillon à Condat                             | Véloroute               | enrobé lisse                                       | 10 %          | 10 %         | Plusieurs passages sur des routes dangereuses                | | Fait partie de la future Véloroute de la Vallée du Lot longue de 520 km. 9 km de voies vertes vers Villeneuve-sur-Lot. |
| Voie verte de l'Ardanavy                                 | Pyrénées-Atlantiques    | 5 km     | canal                                       | Urcuit                                         | Voie verte              | sentier empierré                                   | 100 %         | 100 %        |                                                              | | |
| Voie verte en Villeneuvois                               | Lot-et-Garonne          | 9 km     | voie ferrée                                 | Villeneuve-sur-Lot à Casseneuil                | Voie verte              | enrobé lisse                                       | 100 %         | 100 %        |                                                              | | Fait partie de la Véloroute de la Vallée du Lot                                                                        |
| Voie verte Lo Camin de Hé                                | Landes                  | 23 km    | voie ferrée                                 | Vielle-Saint-Girons à Taller                   | Voie verte              | enrobé lisse                                       | 100 %         | 100 %        |                                                              | | |
| Voie verte de Vendays-Montalivet à Montalivet-les-Bains  | Gironde                 | 10 km    | sentier                                     | Vendays-Montalivet à Montalivet-les-Bains      | Voie verte              | enrobé lisse                                       | 100 %         | 100 %        |                                                              | | |
| Voie verte Queyrac - traversée D1215                     | Gironde                 | 7 km     | piste                                       | Queyrac                                        | Voie verte              | enduit gravillonné                                 | 100 %         | 100 %        |                                                              | | |
| Voie verte Vensac-piste littorale                        | Gironde                 | 8 km     | piste                                       | Vensac à Grayan-et-L'Hôpital                   | Voie verte              | enrobé lisse                                       | 100 %         | 100 %        |                                                              | | |
| Voie verte de l'estuaire à Talais                        | Gironde                 | 5 km     | canal                                       | Talais                                         | Voie verte              | enrobé lisse                                       | 100 %         | 100 %        |                                                              | | |
| Voie verte de Talais à l'Océan                           | Gironde                 | 5 km     | -                                           | Grayan-et-L'Hôpital à Soulac-sur-Mer           | Voie verte              | enrobé lisse                                       | 100 %         | 100 %        |                                                              | | |
| Voie verte des Hauts de Tardoire                         | Haute-Vienne            | 13 km    | voie ferrée                                 | Châlus à Oradour-sur-Vayres                    | Voie verte              | enrobé                                             | 100 %         | 100 %        |                                                              | | |
| Voie verte en bord de Corrèze, tronçon Dampniat-Malemort | Corrèze                 | 7 km     | halage                                      | Dampniat à Malemort-sur-Corrèze                | Voie verte              | Sentier empierré                                   | 100 %         | 100 %        |                                                              | | |
| Véloroute Ouest Creuse                                   | Creuse                  | 83 km    | -                                           | Crozant à Saint-Martin-Sainte-Catherine        | Véloroute               | -                                                  | 0 %           |              |                                                              | | |
| Voie verte Galope Chopine                                | Charente                | 21 km    | voie ferrée                                 | Barbezieux-Saint-Hilaire à Chantillac          | Voie verte              | enrobé lisse                                       | 100 %         | 100 %        |                                                              | | Fait partie de la véloroute européenne EuroVelo 3                                                                      |
| Voie verte Parthenay - Bressuire                         | Deux-Sèvres             | 30 km    | voie ferrée                                 | Châtillon-sur-Thouet à Terves                  | Voie verte              | stabilisé                                          | 100 %         | 100 %        |                                                              | | |
| Itinéraire cyclable de la vallée du Thouet               | Deux-Sèvres             | 120 km   | -                                           | Saint-Martin-de-Sanzay à Le Beugnon            | Véloroute               | enrobé                                             | 20 %          | <20 %        |                                                              | | |
| Pistes cyclables de l'Ile d'Oléron                       | Charente-Maritime       | 130 km   | Île d'Oléron                                | Voie verte                                     | calcaire concassé       | enrobé lisse                                       | 56 %          |              |                                                              | Densification du réseau via la construction de 85 km de pistes cyclables supplémentaires d'ici 4 ans (2015) | |
| Pistes cyclables de l'Ile de Ré                          | Charente-Maritime       | 100 km   | -                                           | Île de Ré                                      | Véloroute               | enrobé lisse                                       | 20 %          | -            |                                                              | | |
| Réseau cyclable du Marais Poitevin                       | Charente-Maritime       | 500 km   | -                                           | Niort à Marans                                 | Véloroute               | calcaire concassé                                  | 10 %          | 0 %          |                                                              | | Itinéraire de la Vélo Francette                                                                                        |
| Voie verte La Ligne verte                                | Vienne                  | 39 km    | voie ferrée                                 | Châtellerault à La Roche-Rigault               | Voie verte              | stabilisé                                          | 100 %         | 100 %        |                                                              | | |
| Coulée verte de la Charente à Angoulême                  | Charente                | 10 km    | sentier                                     | Saint-Yrieix-sur-Charente à Fléac              | Voie verte              | enrobé lisse                                       | 100 %         | 100 %        |                                                              | | Fait parie de la véloroute européenne EuroVelo 3                                                                       |
| Voie verte Coulée d'Oc                                   | Charente                | 21 km    | voie ferrée                                 | Mornac à Souffrignac                           | Voie verte              | enrobé lisse                                       | 100 %         | 100 %        |                                                              | | |
| Voie verte de Ronce-les-Bains à Saint-Palais-sur-Mer     | Charente-Maritime       | 29 km    | voie ferrée                                 | Ronce-les-Bains à Saint-Palais-sur-Mer         | Voie verte              | enrobé lisse                                       | 100 %         | 100 %        |                                                              | | |
| Voie verte de Cabariot à Brouage                         | Charente-Maritime       | 16 km    | voie ferrée                                 | Cabariot à Hiers-Brouage                       | Voie verte              | stabilisé                                          | 100 %         | 100 %        |                                                              | | Itinéraire de la Vélo Francette                                                                                        |
| Voie verte de l'estuaire de la Gironde                   | Charente-Maritime       | 16 km    | sentier                                     | Saint-Sorlin-de-Conac à Saint-Fort-sur-Gironde | Voie verte              | stabilisé                                          | 100 %         | 100 %        |                                                              | | |
| Le Ruban Vert de Melle à Celles-sur-Belle                | Deux-Sèvres             | 9 km     | voie ferrée                                 | Melle à Celles-sur-Belle                       | Voie verte              | stabilisé                                          | 100 %         | 100 %        |                                                              | | |
| Voie verte de Haute-Saintonge                            | Charente-Maritime       | 15 km    | voie ferrée                                 | Chevanceaux à Clérac                           | Voie verte              | enrobé lisse                                       | 100 %         | 100 %        | traversée de la D730 à St-Martin-d’Ary non sécurisée         | | |
| Chemin de Charente                                       | Charente-Maritime       | 12 km    | halage                                      | Rochefort                                      | Voie verte              | Enduit gravillonné                                 | 100 %         | 100 %        |                                                              | | |
| Rives de Charente                                        | Charente-Maritime       | 5 km     | halage                                      | Échillais à Soubise                            | Voie verte              | stabilisé                                          | 100 %         | 100 %        |                                                              | | |
| Coulée verte de Niort                                    | Deux-Sèvres             | 11 km    | halage                                      | Niort                                          | Voie verte              | stabilisé                                          | 100 %         | 100 %        |                                                              | | |
| Réseau cyclable du marais poitevin                       | Deux-Sèvres             | 500 km   | -                                           | Niort à Marans                                 | Véloroute               | stabilisé                                          | ? %           | -            |                                                              | | Mélange de petites routes et de chemins "blancs" ; Signalisation insuffisante                                          |

### Occitanie
| Désignation                                                  | Département         | Longueur | Origine                           | Principales agglomérations desservies      | Type       | Type de revêtement (pour la partie en site propre) | % site propre | % voie verte | non-conformité au cahier des charges voie verte et véloroute                 | Réalisations planifiées                   | Remarques                                                                                                 |
| ------------------------------------------------------------ | ------------------- | -------- | --------------------------------- | ------------------------------------------ | ---------- | -------------------------------------------------- | ------------- | ------------ | ---------------------------------------------------------------------------- | ----------------------------------------- | --- |
| Voie verte du Haut-Languedoc (Passa Païs)                    | Tarn, Hérault       | 74 km    | voie ferrée                       | Mazamet à Bédarieux                        | Voie verte | stabilisé                                          | 90 %          | 90 %         |                                                                              |                                           | Fait partie de la V84                                                                                     |
| Voie verte Boucle Montpellier - la mer                       | Hérault             | 30 km    | -                                 | Montpellier à Digue                        | Voie verte | enrobé lisse                                       | 100 %         | 100 %        |                                                                              |                                           | Deux tronçons distincts partant de Montpellier                                                            |
| Voie verte du canal de la Robine                             | Aude                | 22 km    | halage canal de la Robine         | Narbonne à Port-la-Nouvelle                | Voie verte | sable stabilisé                                    | 100 %         | 100 %        | revetement parfois dégradé                                                   |                                           | |
| Véloroute La Littorale                                       | Aude                | 22 km    | -                                 | Narbonne à Saint-Pierre-la-Mer             | Véloroute  | enrobé (50 %), autre (50 %)                        | 80 %          | <80 %        |                                                                              |                                           | |
| Voie verte du canal du Midi de Béziers à Portiragnes-Plage   | Hérault             | 15 km    | chemin de halage du canal du Midi | Béziers à Portiragnes-Plage                | Voie verte | enrobé                                             | 100 %         | 100 %        |                                                                              |                                           | |
| Voie verte du canal du Midi Carcassonne-Trèbes               | Aude                | 14 km    | chemin de halage du canal du Midi | Carcassonne à Trèbes                       | Voie verte | enrobé                                             | 100 %         | 100 %        |                                                                              |                                           | |
| Voie verte de la Vaunage                                     | Gard                | 22 km    | voie ferrée                       | Caveirac à Sommières                       | Voie verte | enrobé lisse                                       | 100 %         | 100 %        |                                                                              |                                           | |
| Voie verte de Perpignan à Thuir                              | Pyrénées-Orientales | 15 km    | voie ferrée                       | Perpignan à Thuir                          | Voie verte | enrobé lisse                                       | 100 %         | 100 %        |                                                                              |                                           | |
| Voie verte de Mèze à Balaruc-le-Vieux                        | Hérault             | 12 km    | voie ferrée                       | Mèze à Balaruc-le-Vieux                    | Voie verte | enrobé lisse                                       | 100 %         | 100 %        |                                                                              |                                           | |
| Voie verte du Pont-du-Gard (tronçon Beaucaire)               | Gard                | 4 km     | voie ferrée                       | Beaucaire                                  | Voie verte | stabilisé                                          | 100 %         | 100 %        |                                                                              | prolongée jusqu'au Pont du Gard à terme   | |
| Voie verte de l'Agly                                         | Pyrénées-Orientales | 14 km    | sentier                           | Le Barcarès à Rivesaltes                   | Voie verte | enrobé lisse                                       | 100 %         | 100 %        |                                                                              |                                           | |
| Voie verte du Lez                                            | Hérault             | 6 km     | voie ferrée                       | Palavas-les-Flots à Lattes                 | Voie verte | enrobé lisse                                       | 100 %         | 100 %        |                                                                              |                                           | Fait partie de la boucle Montpellier-la mer                                                               |
| Voie verte Vauvert - Gallician                               | Gard                | 7 km     | canal                             | Gallician à Vauvert                        | Voie verte | enrobé lisse                                       | 100 %         | 100 %        | coupure de 200 mètres                                                        |                                           | |
| Voie verte du Lido de Marseillan à Sète                      | Hérault             | 12 km    | ancienne route                    | Marseillan-Plage à Sète                    | Voie verte | enrobé lisse                                       | 100 %         | 100 %        |                                                                              | Prolongement vers Marseillan Plage (5 km) | |
| Voie verte Traversée Nord - Sud d'Alès                       | Gard                | 7 km     | halage                            | Saint-Martin-de-Valgalgues à Alès          | Voie verte | enrobé lisse                                       | 100 %         | 100 %        |                                                                              |                                           | s'intègrera à terme dans la Véloroute régionale et nationale nord-sud Lozère-Alès-Quissac-Sommières-Nîmes |
| Voie verte du Lido de Carnon à La Grande-Motte               | Hérault             | 6 km     | Piste                             | Mauguio-Carnon à La Grande-Motte           | Voie verte | enrobé lisse                                       | 100 %         | 100 %        |                                                                              |                                           | |
| Voie Verte Quissac - Sauve                                   | Gard                | 6 km     | voie ferrée                       | Quissac à Sauve                            | Voie verte | enrobé lisse                                       | 100 %         | 100 %        |                                                                              |                                           | |
| Voie verte du canal du Midi en Haute-Garonne                 | Haute-Garonne, Aude | 49 km    | chemin de halage du canal du Midi | Toulouse à Montferrand                     | Voie verte | stabilisé                                          | 100 %         | 100 %        |                                                                              |                                           | |
| Voie verte en Pyrénées Cathares, le chemin des Filatiers     | Ariège              | 38 km    | voie ferrée                       | Lavelanet à Mirepoix                       | Voie verte | sentier empierré                                   | 100 %         | 100 %        |                                                                              |                                           | VTT seult                                                                                                 |
| Voie verte des Gaves                                         | Hautes-Pyrénées     | 18 km    | voie ferrée                       | Lourdes à Pierrefitte-Nestalas             | Voie verte | enrobé lisse                                       | 100 %         | 100 %        |                                                                              |                                           | |
| Voie verte de la vallée de l'Hers                            | Tarn-et-Garonne     | 9 km     | sentier                           | Lamagistère à Toulouse                     | Voie verte | béton de ciment                                    | 100 %         | 100 %        |                                                                              |                                           | |
| Voie verte du canal de Garonne en Haute-Garonne              | Haute-Garonne       | 25 km    | canal                             | Toulouse à Saint-Rustice                   | Voie verte | divers lisse                                       | 100 %         | 100 %        |                                                                              |                                           | |
| Voie verte de la forêt de Bouconne                           | Haute-Garonne       | 11 km    | sentier                           | forêt de Bouconne                          | Voie verte | empierré compatible VTC                            | 100 %         | 100 %        |                                                                              |                                           | |
| Le chemin des droits de l'homme                              | Tarn                | 43 km    | voie ferrée                       | Castres à Puygouzon                        | Voie verte | stabilisé                                          | 100 %         | 100 %        |                                                                              |                                           | |
| Liaison Carmaux-Cap Découverte                               | Tarn                | 5 km     | voie ferrée                       | Carmaux                                    | Voie verte | enduit gravillonné                                 | 100 %         | 100 %        |                                                                              |                                           | |
| Voie verte Toulouse-Blagnac par la digue Garonne             | Haute-Garonne       | 6 km     | sentier                           | Toulouse à Blagnac                         | Voie verte | enduit gravillonné                                 | 100 %         | 100 %        |                                                                              |                                           | |
| Voie verte Le chemin des Fontaines                           | Tarn                | 8 km     | sentier                           | Castres à Burlats                          | Voie verte | stabilisé                                          | 100 %         | 100 %        |                                                                              |                                           | |
| Voie verte de la vallée du Lot Douelle-Mercuès               | Lot                 | 5 km     | voie ferrée                       | Douelle à Mercuès                          | Voie verte | stabilisé                                          | 100 %         | 100 %        |                                                                              |                                           | |
| Voie verte Itinéraire Airbus A380 en Haute-Garonne           | Haute-Garonne       | 21 km    | -                                 | Cornebarrieu à Mérenvielle                 | Voie verte | béton de ciment                                    | 100 %         | 100 %        |                                                                              |                                           | |
| Voie verte Itinéraire Airbus A380 tronçon de l'Isle-Jourdain | Gers, Haute-Garonne | 5 km     | -                                 | L'Isle-Jourdain à Sainte-Livrade           | Voie verte | enrobé lisse                                       | 100 %         | 100 %        |                                                                              |                                           | |
| Voie verte du Haut-Languedoc                                 | Tarn, Hérault       | 59 km    | voie ferrée                       | Mazamet à Mons-la-Trivalle                 | Voie verte | stabilisé                                          | 100 %         | 100 %        |                                                                              |                                           | |
| Voie verte des berges du Gers à Auch                         | Gers                | 5 km     | halage                            | Auch                                       | Voie verte | stabilisé                                          | 100 %         | 100 %        |                                                                              |                                           | |
| Voie verte de la Rigole de la Plaine                         | Haute-Garonne       | 15 km    | canal                             | Revel à Saint-Félix-Lauragais              | Voie verte | stabilisé                                          | 100 %         | 100 %        |                                                                              |                                           | |
| Voie verte du CaminAdour                                     | Hautes-Pyrénées     | 11,5 km  | halage                            | Soues à Bours                              | Voie verte | stabilisé                                          | 100 %         | 100 %        |                                                                              |                                           | |
| Voie verte Pierrefitte-Nestalas/Cauterets                    | Hautes-Pyrénées     | 10 km    | voie ferrée                       | Pierrefitte-Nestalas à Cauterets           | Voie verte | stabilisé                                          | 100 %         | 100 %        |                                                                              |                                           | |
| Voie Verte de l'Arrière Pays Toulousain                      | Haute-Garonne       | 8 km     | voie ferrée                       | La Magdelaine-sur-Tarn à Villemur-sur-Tarn | Voie verte | grave émulsion froid                               | 100 %         | 100 %        |                                                                              |                                           | |
| Voie verte de Vernajoul à La Bastide-de-Sérou                | Ariège              | 19 km    | voie ferrée                       | Vernajoul à La Bastide-de-Sérou            | Voie verte | stabilisé                                          | 100 %         | 100 %        |                                                                              |                                           | |
| Véloroute Castres-Revel                                      | Tarn, Haute-Garonne | 32 km    | -                                 | Castres à Revel                            | Véloroute  | -                                                  | 0 %           | -            |                                                                              |                                           | |
| Véloroute de la Garonne de Saint-Gaudens à Carbonne          | Haute-Garonne       | 66 km    | -                                 | Saint-Gaudens à Marquefave                 | Véloroute  | enrobé lisse                                       | 11 %          | <11 %        |                                                                              |                                           | |
| Véloroute de la Garonne de Chaum à Valentine                 | Haute-Garonne       | 43 km    | -                                 | Chaum à Valentine                          | Véloroute  | enrobé lisse                                       | 20 %          | 0 %          | 500 m sur N125                                                               |                                           | Routes secondaires                                                                                        |
| Véloroute de la Vallée du Tarn Albi à Saint-Sulpice          | Tarn                | 63 km    | -                                 | Albi à Saint-Sulpice                       | Véloroute  | -                                                  | 0 %           | -            |                                                                              |                                           | |
| Véloroute de la Vallée du Tarn Albi à Trébas                 | Tarn                | 45 km    | -                                 | Lescure-d'Albigeois à Trébas-les-Bains     | Véloroute  | -                                                  | 0 %           | -            |                                                                              |                                           | |
| Véloroute de la Vallée du Lot dans le Lot                    | Lot                 | 66 km    | -                                 | Soturac à Douelle                          | Véloroute  | stabilisé (sable)                                  | 15 %          | <15 %        | 22 km sur des sections de route dangereuses                                  |                                           | |
| Voie verte Saint-Affrique à Saint-Jean-d'Alcapiès            | Aveyron             | 8 km     | voie ferrée                       | Saint-Affrique à Saint-Jean-d'Alcapiès     | Voie verte | stabilisé                                          | 100 %         | 100 %        |                                                                              |                                           | |
| Voie verte Condom - Mouchan                                  | Gers                | 7 km     | voie ferrée                       | Condom à Mouchan                           | Voie verte | enduit gravilloné                                  | 100 %         | 100 %        |                                                                              |                                           | |
| Véloroute de la Vallée de l'Aveyron                          | Tarn-et-Garonne     | 36 km    | -                                 | Montauban à Bruniquel                      | Véloroute  | enrobé lisse                                       | 100 %         | -            | 10 km sur routes dangereuses                                                 |                                           | |
| Promenade en Bouriane                                        | Lot                 | 8 km     | chemins                           | Saint-Cirq-Madelon à Gourdon               | Véloroute  | enrobé lisse                                       | 100 %         | 100 %        |                                                                              |                                           | suit des chemins, quasi voie verte                                                                        |
| Chemin du Petit Train Lacaune-Gijounet                       | Tarn                | 7 km     | voie ferrée                       | Lacaune à Gijounet                         | Voie verte | enrobé lisse                                       | 100 %         | 100 %        |                                                                              |                                           | |
| Voie verte de Rimont à Saint-Girons                          | Ariège              | 11 km    | voie ferrée                       | Rimont à Saint-Girons                      | Voie verte | stabilisé                                          | 100 %         | 100 %        |                                                                              |                                           | |
| Voie verte Bertholène - Bozouls - Espalion                   | Aveyron             | 93 km    | voie ferrée                       | Bertholène à Espalion                      | Voie verte | stabilisé                                          | 100 %         | 100 %        | revêtement dégradé par temps de pluie, pas d'éclairage dans les tunnels      |                                           | |
| Véloroute de la Vallée de l'Agout Castres-Lavaur             | Tarn                | 56 km    | -                                 | Castres à Lavaur                           | Véloroute  | enrobé lisse                                       | 10 %          | <10 %        | 18 km sur routes avec circulation importante                                 |                                           | |
| Voie verte de Mèze à Balaruc-le-Vieux                        | Hérault             | 12 km    | voie ferrée                       | Mèze à Balaruc-le-Vieux                    | Voie verte | Enrobé lisse                                       | 90 %          | 80 %         | Formé de deux tronçons reliés par une route de 2 km en partie en site propre |                                           | Plutôt une véloroute                                                                                      |

### Pays de la Loire
| Désignation                                               | Département                      | Longueur | Origine                        | Principales agglomérations desservies                                     | Type       | Type de revêtement (pour la partie en site propre) | % site propre | % voie verte | non-conformité au cahier des charges voie verte et véloroute                            | Réalisations planifiées                                                             | Remarques |
| --------------------------------------------------------- | -------------------------------- | -------- | ------------------------------ | ------------------------------------------------------------------------- | ---------- | -------------------------------------------------- | ------------- | ------------ | --------------------------------------------------------------------------------------- | ----------------------------------------------------------------------------------- | --- |
| Voie verte du chemin de halage de la Mayenne              | Mayenne, Maine-et-Loire          | 100 km   | Chemin de halage de la Mayenne | Mayenne à Lion-d'Angers                                                   | Voie verte | stabilisé                                          | 100 %         | 100 %        |                                                                                         |                                                                                     | Itinéraire de la Vélo Francette |
| Voie verte de Mayenne à Javron                            | Mayenne                          | 33 km    | voie ferrée                    | Mayenne à Javron                                                          | Voie verte | stabilisé                                          | 100 %         | 100 %        |                                                                                         |                                                                                     | Connectée à Mayenne à la voie verte du chemin de halage de la Mayenne et à la voie verte de La Chapelle-Anthenaise à Ambrières                                  |
| Voie verte de La Chapelle-Anthenaise à Ambrières          | Mayenne                          | 40 km    | Voie ferrée                    | La Chapelle-Anthenaise à Ambrières-les-Vallées                            | Voie verte | stabilisé                                          | 100 %         | 100 %        |                                                                                         |                                                                                     | |
| Voie verte Le Lude - La Flèche - Baugé                    | Sarthe, Maine-et-Loire           | 45 km    | voie ferrée                    | Le Lude à Baugé                                                           | Voie verte | enrobé lisse                                       | 100 %         | 100 %        |                                                                                         |                                                                                     | |
| Voie verte des bords de la Sarthe                         | Sarthe                           | 14 km    | halage                         | Le Mans à Arnage                                                          | Voie verte | stabilisé                                          | 100 %         | 100 %        |                                                                                         |                                                                                     | |
| Voie verte des bords de l'Huisne                          | Sarthe                           | 12 km    | halage                         | Le Mans à Changé                                                          | Voie verte | stabilisé                                          | 100 %         | 100 %        |                                                                                         |                                                                                     | |
| Voie verte de Laval à Renazé                              | Mayenne                          | 44 km    | voie ferrée                    | Laval à Renazé                                                            | Voie verte | stabilisé                                          | 100 %         | 100 %        |                                                                                         |                                                                                     | |
| Voie verte de La Roche-sur-Yon à Coëx                     | Vendée                           | 31 km    | voie ferrée                    | La Roche-sur-Yon à Coëx                                                   | Voie verte | enrobé lisse                                       | 100 %         | 100 %        |                                                                                         |                                                                                     | 3 km de revêtement stabilisé sable de qualité |
| Voie verte de la forêt domaniale du pays de Monts         | Vendée                           | 22 km    | sentier                        | Barbâtre à Saint-Jean-de-Monts                                            | Voie verte | stabilisé                                          | 100 %         | 100 %        |                                                                                         |                                                                                     | |
| Voie verte de Carquefou à Saint-Mars-la-Jaille            | Loire-Atlantique                 | 36 km    | sentier                        | Carquefou à Saint-Mars-la-Jaille                                          | Voie verte | stabilisé                                          | 100 %         | 100 %        |                                                                                         |                                                                                     | |
| Réseau cyclable de l'île de Noirmoutier                   | Vendée                           | 103 km   | -                              | Ile de Noirmoutier à Maillezais                                           | Véloroute  | stabilisé                                          | 25 %          | <25 %        |                                                                                         |                                                                                     | |
| La Loire à vélo                                           | Loire-Atlantique, Maine-et-Loire | 204 km   | -                              | Paimbœuf à Montsoreau                                                     | Véloroute  | enrobé parfois stabilisé                           | 27 %          | <27 %        |                                                                                         |                                                                                     | |
| Vélocéan                                                  | Loire-Atlantique                 | 95 km    | -                              | Piriac-sur-Mer à Saint-Nazaire Saint-Michel-Chef-Chef à Bourgneuf-en-Retz | Véloroute  | enrobé lisse                                       | 10 %          | <10 %        |                                                                                         |                                                                                     | |
| Voie verte marais nord île de Noirmoutier                 | Vendée                           | 5 km     | sentier                        | Noirmoutier-en-l'Ile à L'Herbaudière                                      | Voie verte | Terre                                              | 100 %         | 100 %        |                                                                                         |                                                                                     | |
| Voie verte de Saint-Gilles-Croix-de-Vie                   | Vendée                           | 4 km     | sentier                        | Saint-Gilles-Croix-de-Vie à Givrand                                       | Voie verte | sentier empierré                                   | 100 %         | 100 %        |                                                                                         |                                                                                     | |
| Véloroute de Brétignolles-sur-Mer aux Sables-d'Olonne     | Vendée                           | 22 km    | -                              | Brétignolles-sur-Mer aux Sables-d'Olonne                                  | Véloroute  | ?                                                  | 100 % ?       | ?            | Revêtement sur certaines portions                                                       |                                                                                     | |
| Voie verte de la Jaguère                                  | Loire-Atlantique                 | 6 km     | -                              | Rezé à Bouguenais                                                         | Voie verte | stabilisé                                          | 100 %         | 100 %        | destinée d'abord aux piétons                                                            |                                                                                     | |
| Véloroute de Coëx à Saint-Gilles-Croix-de-Vie             | Vendée                           | 22 km    | -                              | Coëx à Saint-Gilles-Croix-de-Vie                                          | Véloroute  | stabilisé                                          | ? %           | 0 %          | Plusieurs passages sur routes dangereuses, revêtement à améliorer, pas de signalisation |                                                                                     | Permet de relier la voie verte de 31 km entre La Roche-sur-Yon et Coëx, avec le véloroute qui longe la côte vendéenne, le sentier cyclable du littoral vendéen. |
| Voie verte de Châteaubriant à Rougé                       | Loire-Atlantique                 | 12 km    | voie ferrée                    | Châteaubriant à Rougé                                                     | Voie verte | enrobé lisse                                       | 100 %         | 100 %        |                                                                                         |                                                                                     | |
| Voie verte du canal de Nantes à Brest en Loire-Atlantique | Loire-Atlantique                 | 75 km    | halage                         | Nort-sur-Erdre à Saint-Nicolas-de-Redon                                   | Voie verte | stabilisé                                          | 100 %         | 100 %        |                                                                                         |                                                                                     | Se poursuit jusqu'à Chateaulin (cf Bretagne) |
| Voie verte de Château-Gontier à Segré-en-Anjou Bleu       | Loire-Atlantique                 | 21 km    | voie ferrée                    | Château-Gontier à Segré-en-Anjou Bleu                                     | Voie verte | stabilisé                                          | 100 %         | 100 %        |                                                                                         |                                                                                     | À Château-Gontier embranchement vers la Voie Verte du chemin de halage de la Mayenne.                                                                           |
| Véloroute Sud Vendée de la mer au marais                  | Vendée                           | 83 km    | -                              | L'Aiguillon-sur-Mer à Maillezais                                          | Véloroute  | stabilisé                                          | 20 %          | 20 %         |                                                                                         |                                                                                     | Hors voie verte comprend 32 km sur bandes cyclables et 32 km sur petites routes                                                                                 |
| Vélocéan Nord Loire                                       | Loire-Atlantique                 | 46 km    | -                              | Piriac-sur-Mer à Saint-Nazaire                                            | Véloroute  | stabilisé                                          | 11 %          | ? %          | Quelques panneaux indicateurs manquants, un pont dangereux                              |                                                                                     | |
| Voie verte de l'Antonnière                                | Sarthe                           | 6 km     | sentier                        | Saint-Saturnin à Aigné                                                    | Voie verte | stabilisé                                          | 100 %         | 100 %        |                                                                                         |                                                                                     | |
| Vélocéan Sud Loire                                        | Loire-Atlantique                 | 39 km    | -                              | Saint-Michel-Chef-Chef à Bourgneuf-en-Retz                                | Véloroute  | -                                                  | 0 % ?         | -            | Itinéraire encombré en été dans les villes traversées                                   |                                                                                     | |
| Sentier cyclable du marais breton Nord                    | Loire-Atlantique, Vendée         | 24 km    | sentier                        | Bourgneuf-en-Retz à Beauvoir-sur-Mer                                      | Véloroute  | stabilisé                                          | 30 %          | 30 %         |                                                                                         |                                                                                     | |
| Voie verte de Pouancé à Segré-en-Anjou Bleu               | Maine-et-Loire                   | 24 km    | voie ferrée                    | Pouancé à Segré-en-Anjou Bleu                                             | Voie verte | stabilisé                                          |               |              |                                                                                         |                                                                                     | |
| Voie verte Châteaubriant à Pouancé                        | Loire-Atlantique, Maine-et-Loire | 16 km    | voie ferrée                    | Châteaubriant à Pouancé                                                   | Voie verte | enrobé lisse et stabilisé                          |               |              |                                                                                         |                                                                                     | |
| Voie verte Durtal à La Flèche                             | Maine-et-Loire, Sarthe           | 12 km    | voie ferrée                    | Durtal, La Flèche                                                         | Voie verte | enrobé lisse                                       |               |              |                                                                                         | Possibilité de prolonger l'itinéraire via la voie verte La Flèche - Le Lude - Baugé | Partagée avec les piétons. |
| Voie verte de Blain à Le Gâvre                            | Loire-Atlantique                 | 3 km     | voie ferrée                    | Blain à Le Gâvre                                                          | Voie verte | enrobé lisse                                       |               |              |                                                                                         | Prolongation prévue de la voie verte jusqu'à Nozay.                                 | |
| Voie verte de Blain à Bouvron                             | Loire-Atlantique                 | 9 km     | voie ferrée                    | Blain à Bouvron                                                           | Voie verte | enrobé lisse et voie partagée                      |               |              |                                                                                         |                                                                                     | |

### Provence-Alpes-Côte d'Azur
| Désignation                                            | Département                                                         | Longueur | Origine     | Principales agglomérations desservies                             | Type       | Type de revêtement (pour la partie en site propre) | % site propre | % voie verte | non-conformité au cahier des charges voie verte et véloroute | Réalisations planifiées                        | Remarques |
| ------------------------------------------------------ | ------------------------------------------------------------------- | -------- | ----------- | ----------------------------------------------------------------- | ---------- | -------------------------------------------------- | ------------- | ------------ | ------------------------------------------------------------ | ---------------------------------------------- | --- |
| La Durance à vélo (V862)                               | Hautes-Alpes, Alpes de Haute Provence, Bouches du Rhône et Vaucluse | 440 km   |             | Briançon, Mont-Dauphin, Embrun, Gap, Sisteron, Manosque - Avignon | Véloroute  |                                                    |               |              |                                                              |                                                | |
| Véloroute autour du Luberon                            | Vaucluse                                                            | 236 km   |             | Cavaillon - Manosque - Lourmarin - Forcalquier - Apt              | Véloroute  | enrobé                                             | 5 %           | 100 %        |                                                              |                                                | |
| Véloroute du Calavon                                   | Vaucluse                                                            | 41,5 km  | voie ferrée | Cavaillon - Saint-Martin-de-Castillon                             | Véloroute  | enrobé                                             | 90 %          | <90 %        |                                                              | liaison avec les Bouches du Rhône              | |
| Via Venaissia                                          | Vaucluse                                                            | 15 km    | voie ferrée | Orange - Jonquières - Carpentras                                  | Véloroute  | enrobé                                             |               |              |                                                              | liaison Carpentras – Pernes les Fontaines 5 km | |
| Via Venaissia                                          | Vaucluse                                                            | 5 km     | voie ferrée | Pernes-les-Fontaines - Velleron                                   | Véloroute  | enrobé                                             |               |              |                                                              |                                                | |
| Véloroute Parcours cyclable du littoral dans le Var    | Var                                                                 | 53 km    | -           | Toulon - Pramousquier                                             | Véloroute  | enrobé                                             | 85 %          | 85 %         |                                                              |                                                | Comprend quatre voies vertes : Toulon-Carqueiranne, Hyères-Plage à Port Porthuau, La Londe-les-Maures à Bormes-les-Mimosas, Saint Clair à Pramousquier |
| Voie Verte Toulon-Carqueiranne                         | Var                                                                 | 17 km    | voie ferrée | Toulon à Carqueiranne                                             | Voie verte | enrobé lisse                                       | 100 %         | 100 %        |                                                              |                                                | |
| Voie Verte Hyères-Plage à Port Pothuau                 | Var                                                                 | 4 km     | sentier     | Hyères-Plage à Port Pothuau                                       | Voie verte | enrobé lisse                                       | 100 %         | 100 %        |                                                              |                                                | |
| Voie Verte La Londe-les-Maures à Bormes-les-Mimosas    | Var                                                                 | 9 km     | voie ferrée | La Londe-les-Maures à Bormes-les-Mimosas                          | Voie verte | enrobé lisse                                       | 100 %         | 100 %        |                                                              |                                                | |
| Voie Verte Saint Clair à Pramousquier                  | Var                                                                 | 9 km     | voie ferrée | Saint-Clair à Pramousquier                                        | Voie verte | enrobé lisse                                       | 100 %         | 100 %        |                                                              |                                                | |
| Piste cyclable La Barque - Trets                       | Bouches-du-Rhône                                                    | 12 km    | sentier     | Fuveau à Trets-Gervais                                            | Voie verte | enrobé lisse                                       | 100 %         | 100 %        |                                                              |                                                | |
| EV8 : La Méditerranée à vélo, de Beaucaire à Cavaillon | Bouches-du-Rhône                                                    | 18,6 km  | sentier     | Saint-Rémy-de-Provence à Mas-Blanc-des-Alpilles                   | Véloroute  | enrobé lisse                                       | 100 %         | 100 %        |                                                              |                                                | https://www.af3v.org/les-voies-vertes/voies/94-ev8-mediterranee-a-velo-de-beaucaire-a-cavaillon/#headCart                                              |

#### Général
- AF3V - Association Française des Véloroutes et Voies Vertes
- Observatoire national des véloroutes et voies vertes (ON3V) - Vélo & Territoires (carte)

#### Cartes
- AF3V - Carte de France des véloroutes et voies vertes
- Carte détaillée & zoomable des voies vertes & véloroute de France - OSM
- Schéma des véloroutes européennes - EuroVelo
- Schéma national des véloroutes et voies vertes de France (janvier 2020) - Vélo & Territoires
- Carte de l'association France vélo tourisme